# На последнем берегу (роман)
«На после́днем берегу́» (англ. The Farthest Shore) — третья книга фантастического цикла романов американской писательницы Урсулы Ле Гуин об архипелаге Земноморье. Книга издана в 1972 году и является продолжением романа «Гробницы Атуана». Роман завершает первую трилогию о Земноморье и историю волшебника Геда, который совершает свой последний и величайший подвиг. В 1973 году книга была удостоена Национальной книжной премии в категории «Детская литература» (англ. Children’s literature).
Гед — Верховный Маг Земноморья. Вместе с юным принцем Арреном он отправляется на поиски причин странной болезни, охватившей Архипелаг: из мира исчезает магия, певцы забывают слова песен, а волшебники — свои заклинания; распространяются беззаконие и наркотики, страдают ремёсла и торговля. После различных приключений герои находят источник зла: колдун по прозвищу Коб, пытаясь избежать смерти и обрести бессмертие, открыл дверь между миром живых и царством мёртвых, что нарушило Великое Равновесие. Гед и Аррен, которым помогает дракон Орм Эмбар, встречают Коба на острове Селидор — последнем берегу Земноморья. Герои посещают мрачное царство смерти, где Гед закрывает брешь в ткани мироздания и восстанавливает Равновесие. Аррен, пройдя испытания, исполняет древнее предсказание и становится королём Земноморья.
Роман сочетает в себе историю взросления и мотивы героического эпоса; в книге заметно обращение к мифологии, затрагиваются тема смерти и экологическая проблематика. Критики отметили правдоподобие созданного мира, авторский стиль, образы величественных драконов и царства смерти.

## Сюжет
Геду сорок или пятьдесят лет, и на протяжении последних пяти лет он является Верховным Магом Земноморья. В Школу Волшебников на острове Рок из королевства Энлад (расположенного на острове к северу от Хавнора) прибывает юный принц Аррен — наследник Морреда, волшебника и древнего героя. Аррен сообщает, что на острове Нарведен, к западу от Энлада, магия ослабла, а подлинные имена утратили свой смысл — люди перестали видеть то, «что происходит вокруг них»; начались проблемы с урожаем, стадами овец и т. д. То же самое происходит и на Энладе; подобные вести приходят из других мест Архипелага, хотя на острове Рок всё спокойно. Мастер Путеводитель говорит, что «страх поселился в самых корнях». Гед, обсудив эту напасть на собрании Мастеров острова Рок, решает отправиться в путешествие, чтобы выяснить, что не так в мире. Верховный Маг так объясняет своё решение: «Мы сидим здесь и разговариваем, не замечая, что смертельно ранены… кровь потихоньку вытекает из ран, и мы слабеем, слабеем…» Аррен охотно соглашается на предложение Верховного Мага отправиться с ним и найти причину зла. Имя Аррен означает «меч»; Гед не говорит Мастерам, почему берёт с собой Аррена, но в конце книги выясняется, что он увидел в нём будущего короля Земноморья: Аррен должен исполнить пророчество, сказанное последним королём 800 лет назад: «Тот унаследует мой трон, кто живым пройдет по тёмному царству смерти и выйдет к дальнему берегу дня».
Гед и Аррен плывут на лодке волшебника, «Зоркой», в Хорт, красочный город, который оказывается скверным местом: там полно наркоманов, продаются второсортные товары, люди больше не уважают закон и порядок. Хотя в Хорте отрицают магию, Гед находит Харе, бывшего волшебника, который пристрастился к зелью под названием хазия. Харе служил пирату Эгре, пока тот не отрезал ему руку, поскольку волшебник утратил свою силу. Несмотря на сбивчивую и бессвязную речь, вызванную хазией, Харе сообщает, что отказался от имени и своей силы, надеясь избежать смерти. Гед пытается последовать за Харе во сне, чтобы добраться до источника зла, а Аррен видит «повелителя теней», предлагающего ему маленький огонёк — вечную жизнь. Юноша поддается искушению и не справляется со своей задачей — он должен был охранять Геда. Внезапно появляются люди Эгре: волшебнику наносят удар по голове, а Аррена похищают для продажи в рабство.
Придя в себя, Гед спасает юношу с помощью волшебного трюка с туманом, и они продолжают плавание на «Зоркой». Аррена начинают одолевать сны о смерти, наполненные «леденящим… ужасом»; ему снится «похожий на тень» человек, который стоит на пороге царства смерти и держит в руке жемчужину — «отблеск бессмертия». Маг говорит Аррену, что души умерших вызвать можно, но очень сложно — необходимо Великое Заклятье. Когда-то он знал «необычайно одарённого» мага, который легкомысленно это делал; в Хавноре его звали Коб-паук. Геда возмутило то, что Коб призывал души умерших для развлечения окружающих, в том числе душу Верховного Мага Неммерля, который когда-то спас Геда и был его учителем. Гед, будучи «во власти гнева и тщеславия», решил наказать мага — он заставил Коба перелезть через каменную стену, границу между жизнью и смертью, и пойти дальше, в царство смерти. 
Волшебник и юноша прибывают на остров Лорбанери, знаменитый своими шелками, а ныне оставшийся без искусства, ремёсел и магии. Люди обезумели, отказавшись от своих способностей и навыков в обмен на спасение от смерти. Всё вокруг им представляется серым и невнятным — Аррен думает, что они утратили «радость в жизни». Гед и Аррен встречают бывшую волшебницу Акарен, которая теперь торгует ширпотребом, и её сына Попли, красильщика, который тоже сошёл с ума. Волшебница раскрывает своё подлинное имя, хотя Гед, пытаясь помочь, возвращает ей рассудок и даёт новое имя. Попли утверждает, что человек, которого они ищут, находится на западе, и красильщик становится проводником Геда. Попли смертельно боится моря и неподвижно сидит в лодке, «скрючившись и низко опустив голову». Во время плавания на запад Аррен поддаётся обману: он начинает верить, что Гед хочет умереть, и вступает в нечто вроде «союза» с безумным Попли. Юноша думает, что «был глупцом», доверившись «этому беспокойному и скрытному человеку». При попытке высадиться на остров Обеголь местные жители, которые, по-видимому, теперь считают чужаков врагами, обстреливают лодку дротиками: Гед ранен, а Попли по собственной воле тонет. Аррену кажется, что он попал в паутину, которая «затянула… весь небосклон»; юноша теряет присутствие духа и впадает в отчаяние, более не различая реальность и сон. Он бездействует, равнодушно занимаясь раной своего спутника и позволяя лодке дрейфовать в открытом море. Утратив веру в магию, Аррен винит волшебника во всём, что случилось, и в своей неизбежной смерти; юноша смотрит «на волшебника с полной безнадёжностью, словно в пустоту».
Двух спутников спасает «плавучий народ», постоянно живущий на плотах в океане, — Дети Открытого моря, «худые, стройные, с горделивой осанкой», похожие «на диковинных тёмных цапель или журавлей». Дети Открытого моря следуют за океаническими течениями и большими китами, а раз в год пристают к берегу, чтобы починить плоты и пополнить припасы. Путешественники получают передышку, пока Гед выздоравливает, и восстанавливаются физически и духовно. Неожиданно выясняется, что даже «плавучий народ», весёлый и дружелюбный, затронут болезнью в Земноморье: ночью, во время празднования Долгого Танца, их певцы забывают слова и не могут исполнить песни. Для них до рассвета поёт Аррен. По словам Геда, у невинных недостаточно сил для борьбы, хотя они остаются в стороне от искушения и зла. Аррен наконец делится с Гедом своими страхами, обретая мужество: он понимает, что отказ от смерти равносилен отказу от жизни; волшебник называет подлинное имя Аррена — Лебаннен. Прилетает дракон Орм Эмбар и просит Геда отправиться на Селидор, где, по-видимому, находится источник зла. Дракон сообщает, что там появился новый Повелитель Драконов, который уничтожает их, лишая дара речи и ввергая в безумие. Гед и Аррен, следуя за Орм Эмбаром, продолжают путешествие на запад. Дракон говорит Геду, что в вещах больше нет смысла — сквозь брешь в мире «в пустоту уходит море… и свет. Мы скоро останемся в мёртвой пустыне», где больше не будет звучать Истинная Речь и «где больше не будет смерти». Близ островов Драконьи бега Аррен видит драконов, «кружащих в порывах утреннего ветра», и чувствует прилив радости, наблюдая красоту их величественного полёта. Вскоре оказывается, что драконы, лишённые разума и речи, убивают своих соплеменников. Аррену чудится в море звук «ахм» (начало), тогда как Гед слышит «охб» (конец) . 

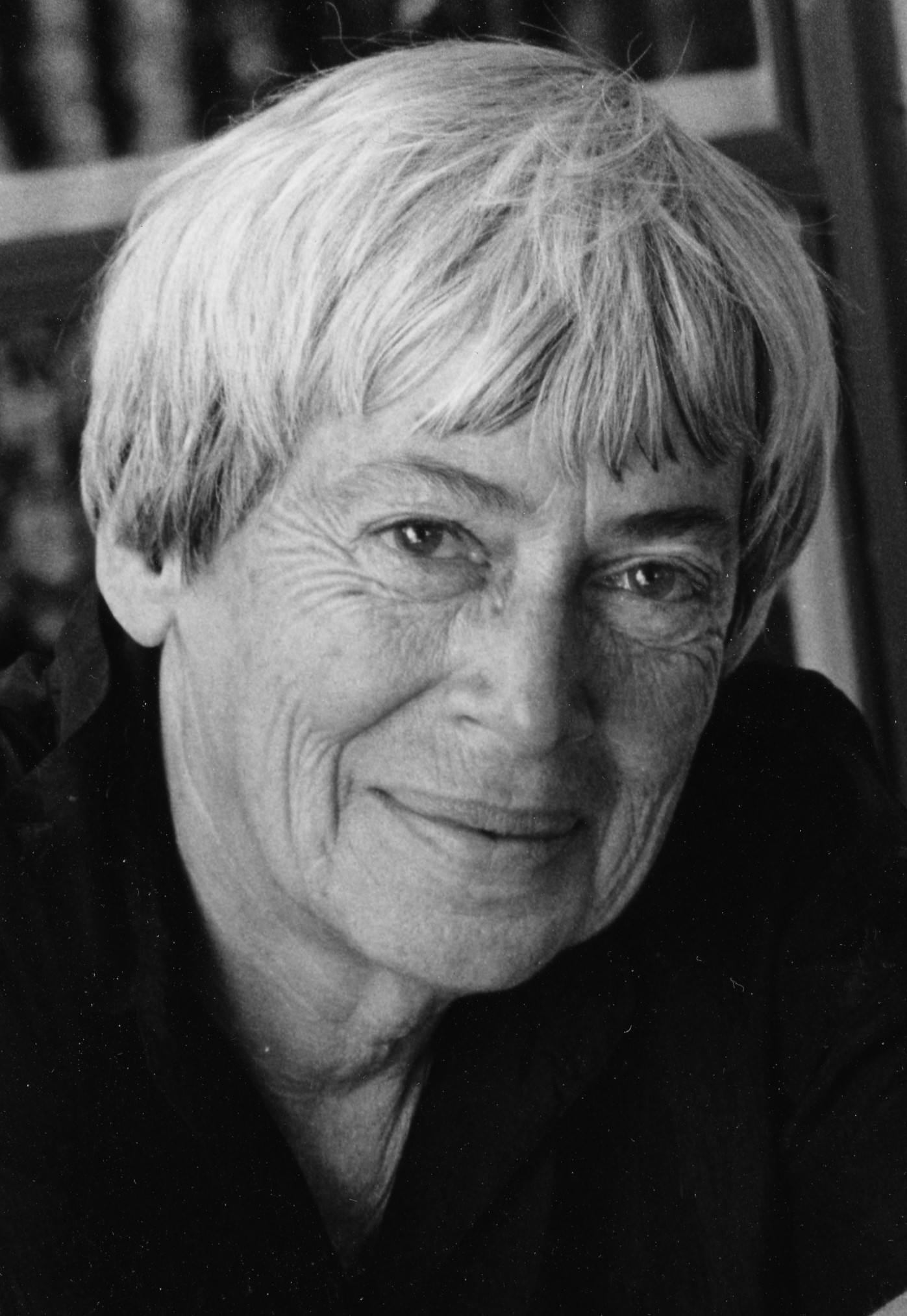
Урсула Ле Гуин

В это время на Роке дела идут плохо, некоторые Мастера начинают терять знания и силу. Двое Мастеров смотрят в Камень Шелитха, магический кристалл, в глубинах которого маг может увидеть истину. Камень показывает им разные видения — Мастер Метаморфоз видит пустынное море «до Созидания», Мастер Заклинатель — будущее «Великое Разрушение», высохшие фонтаны Шелитха. После этого Заклинатель, пытаясь произнести Великое Заклятье, теряет свою душу во мраке: он днями лежит неподвижно, «словно мёртвый», и Мастер Травник не может ему помочь. Метаморфоз покидает остров в неизвестном направлении, а Мастер Регент не понимает значения песни, которую разучивает со студентами. Ученики Школы Волшебников начинают перешёптываться, что магия, возможно, является обманом. Спокойствие и свою силу сохраняет лишь Мастер Привратник, который уверен, что Гед преуспеет.
На Селидоре герои видят души мёртвых, включая знаменитого героя Эррет-Акбе, и наконец сталкиваются с Кобом лицом к лицу — он нашёл способ возвращаться из царства смерти. С помощью стального посоха Серого Мага Коб на мгновение подчиняет себе Геда, но того спасает Орм Эмбар, жертвуя собой: дракон бросается на посох, подминая под собой колдуна и сжигая того «огненным дыханием». Раскрывается истинное обличье Коба — это «безобразное и скрюченное» существо с пустыми глазницами. Тело Коба уничтожено, но его нельзя убить; он карабкается через стену и уходит в Страну Мёртвых. Гед и Аррен, следуя за ним, спускаются по холму мироздания и преодолевают невысокую стену из камней. Они оказываются в Тёмной Стране с холодной безжизненной почвой и неподвижными звездами; там пьют только пыль. Спутники минуют молчаливые и безразличные души мёртвых, их безмолвные города с пустыми площадями и домами, «в окнах которых никогда не зажигали свет». Герои встречают ещё живого Мастера Заклинателя, который заблудился среди мёртвых, и настигают Коба в глубине Страны Мёртвых, возле русла Сухой Реки, близ  вулканических Гор Горя. Коб предлагает спутникам бессмертие: он говорит, что в устье Сухой Реки находится дыра, дверь, которая была «крепко заперта с начала времён» и которую он открыл с помощью «величайшего из заклятий». Через неё он может перемещаться между мирами жизни и смерти, став «Властелином Двух Миров». По словам Коба, дверь постоянно тянет его к себе, «высасывает… силы»; эта дыра превратит все реки в подобие Сухой Реки, когда «всосёт в себя весь свет мира». До некоторой степени Коб, забывший собственное имя, сожалеет о том, что сотворил. Он заслуживает жалости (что, по-видимому, чувствует к нему Гед), но не может ничего сделать. Гед говорит Кобу, что в Тёмной Стране есть лишь пыль и тени, бесплотные имена; кроме жизни Коба, «все человеческие жизни продолжаются вечно».
Гед закрывает брешь в ткани мироздания, используя всё свое мастерство и демонстрируя невероятную силу, несмотря на возраст. Когда магические силы Геда начинают иссякать, свет от посоха меркнет, Коб бросается на Геда и пытается задушить мага. Аррен рассекает мечом хребет Коба, и волшебнику удаётся окончательно запереть дверь — он чертит на ней Великую Руну Конца. Гед освобождает Коба, даруя ему смерть, и, вероятно, возвращает ему имя. Аррен помогает ослабевшему Геду вернуться из царства смерти, совершая долгое и трудное путешествие. Они преодолевают Горы Горя (путь, запретный для мёртвых) и оказываются на берегу Селидора — Аррену приходится перенести своего наставника через стену. Юноша обнаруживает у себя в кармане небольшой чёрный камень с Гор Горя — с острыми краями, «пористый, но довольно тяжёлый». Он чувствует, что одержал первую настоящую победу в жизни, хотя находится один «на самом краю света». Герои встречают Калессина — старейшего из драконов, невероятно древнего и мудрого. Аррен, думая, что тот хочет убить Геда, полон решимости защитить своего спутника. Калессин, говоря на Истинной Речи, предлагает им вернуться домой. Гед оставляет на берегу свой посох, полузасыпанный песком, хотя Аррен пытается его достать: Гед говорит, что он уже больше не маг, поскольку истратил свои волшебные силы у Сухой Реки. Калессин относит спутников на остров Рок, где Гед преклоняет колено перед Арреном, признавая в нём короля. Гед верхом на драконе летит домой, на остров Гонт. Читателю предлагаются два варианта концовки: по одной версии, Гед посещает церемонию коронации Аррена в Хавноре, а затем отправляется на «Зоркой» далеко на запад, и больше о нём ничего не известно. По другой версии, молодой король Лебаннен сам отправляется на Гонт, чтобы найти Геда, но никто не знает, где бывший Верховный Маг. По слухам, Гед «ушёл далеко в леса», чтобы бродить в уединении, как он часто делает. Новый король отказывается от поисков, говоря, что «он правит куда большим королевством, чем я».

## Общая характеристика
В романе выделяли такие темы, как страх смерти, «боль, бессилие, утрата и смерть», а также «зрелость… честолюбие, равновесие, моральное разложение». Литературовед Джордж Слассер характеризовал роман как «подлинно эпическую картину», а путешествие — как «настоящую одиссею», оценивая третью часть выше остальных. Книга рассматривалась как, возможно, наиболее сложная в трилогии, слишком метафизичная и наименее удачная, что критик Мишель Ландсберг объясняла темой романа — столкновением стареющего Геда со смертью. По мнению Ландсберг, философская путаница отражается в языке: чистота стиля нарушается в «напряжённых диалогах», а «гнетущая атмосфера морального хаоса и разложения удручает». Тем не менее Ландсберг отметила «самых оригинальных и великолепных драконов», созданных в художественной литературе. В романе отмечали сквозные образы паука и паутины; описание «плавучего народа» — одного из наиболее самобытных творений Ле Гуин; яркое изображение путешествия в загробный мир. Слассер выделял ряд «незабываемых образов» в концовке: полёт драконов, смерть Орм Эмбара, встреча с Кобом в сердце мёртвой пустыни, Горы Горя. 
Литературовед Луис Р. Казнец полагала, что роман следует модели «артуровского мифа о формировании мужчины». Гед, выполняя роль Мерлина, помогает юному принцу Аррену обрести собственную идентичность в качестве короля Земноморья. По мнению критика Питера Николса, роман «начинается как квест, незаметно переходит в плач и завершается… не одой, а сдержанным триумфом, тихой лирикой». Литературовед Брайан Аттебери полагал, что роман не основан на конкретном традиционном нарративе, но в нём адаптируется более широкая мифологическая модель путешествия (мономифа) для освещения философских и эмоциональных вопросов, исследования «жизни и смерти, отчаяния и озарения». Роман сохраняет структурные элементы волшебной сказки: антагонист, помощники (драконы и безумец), обретение королевства в конце. По оценке Аттебери, если Толкин переосмыслил сказку для целей моральной драмы, то Ле Гуин пошла дальше, превратив сказочную схему в «движение к равновесию, интеграции, пониманию». Согласно Николсу, большинство эпических тем романа обнаруживаются во «Властелине колец»; критик указывал на множество совпадений между произведениями.
«Самый дальний берег», куда путешествуют герои, является метафорой царства смерти. Ле Гуин отмечала, что роман посвящён смерти, имея в виду осознание собственной смертности как часть взросления, — этот момент является «концом детства и началом новой жизни». Литературовед Маргарет Эсмонд отмечала трудность выражения чистой метафизики (смерть и бессмертие) в конкретных образах. Ле Гуин признавала, что роман не так хорошо выстроен, как две другие книги, и не такой основательный и завершённый, поскольку смерть не подразумевает, что кто-либо через её опыт прошёл. В сравнении с предыдущими частями цикла, где заметны «глубокая вера в равновесие», система «сдержек и противовесов», в книге показана «намного более опасная и находящаяся в опасности вселенная», более явно обсуждается тема экологии, поступки героев влекут масштабные политические последствия. Литературовед Том Шиппи считал, что в романе ещё более заметно движение первых двух книг трилогии к мраку и знакомой реальности: «Земноморье начинает напоминать Америку, ощутившую последствия войны во Вьетнаме: опустошённую, полную сомнений и неопределённости».

## Герои и их развитие. Юнгианские трактовки

### Взросление Аррена
По оценке литературоведа Элизабет Камминс, история взросления ближе к первой книге, чем ко второй, поскольку речь о подростке. Аррен совершает обычное, а также психологическое путешествие, и обретает «мужество, уверенность в своих силах, понимание себя», принимает собственную смертность. Слассер, отмечая центральный для трилогии вопрос о природе зла, писал, что книга в большей степени посвящена Аррену, а не Геду: будущий король должен победить зло перед началом своего правления, но он не совершает героические подвиги, и его меч остаётся в ножнах практически до самого конца. Как отмечал Слассер, если первоначально герои ищут «разрыв» или «трещину» в мире, место или человека, то затем выясняется, что предмет их поисков находится в них самих, где происходит настоящая борьба — зло присутствует в каждом человеке и не сводится к «паутине, которую плетут люди». Аррен странствует по собственным «страхам, сомнениям и надеждам», сталкивается с «гневом и разочарованием», испытанию подвергаются его любовь и верность долгу. Как полагали исследователи Крейг и Диана Бэрроу, внутреннее действие сначала выглядит внешним для Аррена, в то время как для Геда оно — внутреннее. 
Аррен оказывается настоящим проводником — у Геда недостаёт сил достичь цели в одиночку (пересечь Страну Мёртвых), и он следует за страхом, болью и мужеством юноши (последнее качество отличает его от ложных проводников, Харе и Попли), который открывает в себе страх смерти и жажду жизни. В то же время молодой Аррен нуждается в жизненной мудрости волшебника; по выражению Слассера, общая задача выполняется «только с помощью уз доверия и любви». Плавание на юг завершается неудачно, юноша больше не верит в магию, силу Геда и в возможность что-либо сделать вдвоём. Ранение Геда оказывается низшей точкой физического и эмоционального состояния героев: Аррен уступает тщеславию, отчаянию и страху смерти; возрастает его гордыня (изначально подчиненная чувству ответственности), поскольку он чувствует свою бесполезность для Геда и приписывает волшебнику собственные гордыню и отчаяние. Как отмечал литературовед Реймонд Томпсон, юноша всё же ведёт себя ответственно: он не позволяет Геду умереть от жажды, отказываясь от воды ради своего спутника, а затем признаёт свою ошибку; когда путешественников спасают, он в первую очередь думает о Геде. Это спасение Детьми Открытого моря, которые «знают радость и смерть», является поворотным моментом. Аррен осознаёт, что отказ от смерти означает отказ от жизни, и, по оценке Слассера, понимает главное: Гед показывает ему, что никто не защищён от этого зла. Юноша обретает волю к действию и поёт песни во время Долгого Танца — знак того, что он избавился от воздействия Коба. Взаимное доверие придаёт героям силы и помогает завершить путешествие. Как отмечал Слассер, в царстве смерти Аррен понимает, что значит быть человеком: подвиг Аррена состоит в «признании собственной ограниченности, обретении самого себя», принятии смерти и боли как части жизни. Его победу символизирует острый камень с Гор Горя, который юноша сжимает в руке. 
Как отмечала Эсмонд, в романе показана психологическая, моральная и социальная интеграция личности. Во-первых, Аррен, видя тени в Стране Мёртвых, испытывает «безграничную жалость», а не страх. Во-вторых, Аррен примиряется с тем, что в его жизни никогда не будет абсолютной безопасности, а лишь надежда на человеческую доброту. В-третьих, Аррен учится по-настоящему любить мир, испытывать подлинное сочувствие к окружающим: временно утратив любовь (когда Гед болен), Аррен наконец (на Селидоре) понимает глубокую любовь Геда к миру. Юноша возвращается на остров Рок свободной и цельной личностью; теперь он готов принести единство Земноморью. Бэрроу отметили, что этапы любви Аррена к Геду составляют процесс индивидуации героя (в терминах Карла Юнга). В начале романа на острове Рок волшебник представляется наивному Аррену мудрым и сильным, затем юноша проходит через «предательство, принятие и воссоединение после Обеголя». Наконец, ему доступна «зрелая любовь», в которой он осознаёт силу и слабость Геда и одновременно способен ценить самого себя.

### Индивидуация Геда и его тень. Коб
По оценке Аттебери, писательница создает более сложный образ Геда, чем в «Гробницах Атуана», поскольку герой является Верховным Магом, он не такой мужественный, как ранее, но несомненно сохраняет авторитет. Гед предстаёт как «тихий, иногда утомлённый человек средних лет». Литературоведы Джон Кроу и Ричард Эрлих полагали, что в романе продолжается развитие героя — Геда, в терминах Юнга — процесс индивидуации. Автор возвращается к юнгианским архетипам мудрого старика и ребёнка (в первой книге представленные, соответственно, Огионом и Гедом), что создаёт циклическую модель, утверждающую «преемственность и единство жизни». Возвращение же Геда домой указывает на единство души и тела, на завершение психологического процесса индивидуации, которая начинается с рождением сознания и заканчивается полной интеграцией самости; в то же время Аррен (архетип ребёнка), пройдя инициацию, входит в активную жизнь. В соответствии с концепцией Юнга, Эго уступает место самости в процессе бесконфликтного перехода, когда самость становится центром личности, объединяя в себе элементы сознания и подсознания. Формирование самости «завершается, когда Аррен становится королём и занимает место Геда в качестве центральной фигуры в Земноморье». Восстанавливая социальный порядок, Аррен завершает и продолжает задачу Геда.

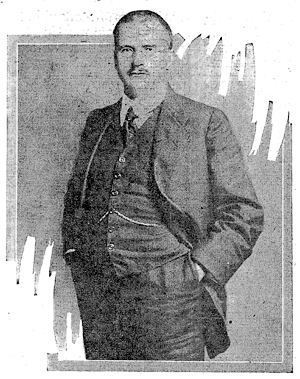
Карл Густав Юнг, 1912

По мнению Слассера, автор возвращается к борьбе с Тенью из «Волшебника Земноморья» и завершает её. Коб до некоторой степени является Тенью (doppelganger) Геда, их даже путают — Акарен принимает Геда за «Великого Человека», «Короля Теней», «Правителя Тёмной Страны». Как отмечали исследователи, Коб, хотя и представляет собой отдельного персонажа, скорее представляет собой тень героев в юнгианском смысле — он выражает их собственные отрицаемые желания. Согласно Юнгу, тень содержит «скрытые, вытесненные и нелицеприятные аспекты личности», которые человек сначала не признаёт своими и видит причину проблем в окружающих людях. Подобно Тени из первого романа, Коб воплощает ошибки Геда, которые привели к нарушению равновесия: наказание Коба под влиянием «гнева и тщеславия» возбудило в нём «неиссякаемую ненависть» и желание мести — униженный и напуганный Коб решил во что бы то ни стало победить смерть. Гед вынужден вновь встретиться с Тенью в зрелом возрасте, победить её и достичь интеграции. По мнению Бэрроу, тень Аррена метафорически составляет часть тени Геда. В отличие от Тени из первого романа, власть Коба угрожает всему Земноморью, включая остров Рок: систематическое изучении магии можно отождествлять с самостью в юнгианском смысле. По словам Томпсона, эгоизм Коба ведёт к разрушению мира и выражается в «тщеславии, отчаянии и страхе смерти». Геда объединяет с Кобом только гордыня, и Верховный Маг, совершив ошибку, стал мудрее — так, он не стал наказывать работорговцев, похитивших Аррена. Гед достигает интеграции (в терминах Юнга), смиряя свою гордыню и инкорпорируя в себя Тень.
Коб, называя себя королём и повелителем, жаждет почестей и власти, однако королём Земноморья становится Аррен, действующий из чувства долга. Коб может перемещаться между двумя мирами, но он скорее мёртв, чем жив, и не имеет пристанища в обоих мирах. Он представляет собой пустую оболочку, наполненную тьмой, оборотня; у него нет ни имени, ни плоти — так проясняется природа Тени из первой книги. Его сила исчезает по мере разговора с Гедом, уступая место безысходности: выясняется, что Коб даром отдал жизнь и ничего не получил взамен; он «сморщенный, уродливый паук в пыли», слепой, хотя даже мёртвые способны видеть. Коб говорит Геду, что он «[человек] лучшее, что есть в природе», что он выше природы, однако Коб находится в «ловушке собственного бреда» — он «высвободил негативную силу», оказавшись в её власти, подвергается мучениям и не может спастись. Умерев, Коб получил «нескончаемую смерть, а не вечную жизнь». Как отмечал Слассер, Коб находится в лимбо, его трагедия в том, что «вечная жизнь» — «глубочайшее искушение человека» — оказалось большой ложью, почти уничтожившей человечество, а он сам — первая жертва этого обмана.

### Структурный дисбаланс: истории двух героев
Реймонд Томпсон, рассматривая юнгианские модели в романе, отметил структурную проблему: первая половина книги посвящена развитию личности Аррена, а во второй половине на первый план выходит противостояние Геда и Коба, и Ле Гуин не смогла полностью соединить две схемы. Путешествие Геда следует схеме мономифа: герой проникает в царство мёртвых, охраняемое Кобом, достигает его центра и, запечатывая «чёрную дыру», возвращается в спасённый им мир живых. Если в двух первых книгах путешествие героя (в рамках схемы мономифа) удачно встроено в главную тему произведений — взросление, то в третьей книге Гед доминирует, его великий подвиг затмевает подвиг Аррена, который выносит волшебника из царства смерти. В первой схеме Гед (Эго) и Аррен (альтер эго Геда) противостоят Кобу («тень»), тогда как во второй показано развитие личности (Эго) Аррена под влиянием позитивных и негативных сторон архетипов мудрого старика или Духа (Гед и Коб). Тем не менее связь Геда и Аррена, как отмечал Томпсон, позволяет ввести в действие Геда и сохранить акценты на развитии и взрослении молодого героя. 
Как писал Томпсон, юноша становится альтер эго Геда и в этом качестве связывает Геда с тенью. Связь между Эго, альтер эго и «тенью» усиливается, когда они встречаются у Сухой Реки. Подобно Орм Эмбару, Гед жертвует собой, чтобы победить «уродливую тень эгоизма». Когда Аррен отвергает предложение Коба о бессмертии и помогает Геду вернуться к жизни, его жертва отражает самопожертвование Геда. В то же время Гед, как отмечал Томпсон, выполняет для Аррена роль мудрого старика. Согласно Юнгу, этот архетип воплощает знание, мудрость, проницательность и одновременно моральные качества: доброжелательность и готовность помочь; Коб представляет его негативную сторону. Задача Аррена — пройти нравственные испытания, учиться у Геда мудрости и принять волшебника в качестве проводника, не допуская мании величия (Коб). Всё это должно сделать его королём. Как отмечал Томпсон, возвращение Геда к жизни больше духовное, чем реальное: его смерть необходима, поскольку, во-первых, только так преодолевается страх смерти и уничтожается власть «тени», причём Гед излечивает не только мир Земноморья, но и свою фрагментированную личность; во-вторых, Гед и Коб должны исчезнуть, чтобы Аррен возродился как Лебаннен, молодой король, тогда как Гед возвращается к жизни примерно так, как Эррет-Акбе, который «тоже живет». Наконец, с точки зрения развития личности будущего короля Гед, выступающий в роли проводника, тоже должен умереть (аналогично истории Мерлина и короля Артура). Объясняя причины наложения друг на друга путешествий Геда и Аррена, Томпсон цитировал слова Геда — «только в смерти — залог возрождения»; в философском плане, подобно волнам при приливе и отливе, новый герой обретает силу, пока старый герой теряет её в своей последней битве.

### Эпический герой, идентичность и история
Как отмечали Бэрроу, Аррен представляет собой фигуру короля, распространённую в жанре рыцарского романа. Эсмонд отметила такие элементы традиции героического эпоса, как фамильный клинок; совет волшебников; пути мёртвых, которыми проходит Аррен; противостояние злому колдуну; исполнение пророчества через объедение королевства. Аррен носит меч короля Серриадха — этот второй по древности в мире клинок, выкованный с помощью чар (подобно мечу короля Артура), «обнажать… можно было лишь тогда, когда он служил жизни». Однако, по мнению Эсмонд, в отличие от эпических героев, Аррен преодолевает собственное желание бессмертия, одерживает победу над собственным «Я», тогда как Арагорн побеждает орды орков. По оценке Камминс, сюжет, включающий пророчества оракулов, похищение пиратами, чудесные спасения от гибели, признание настоящей идентичности (особенности, выделенные Н. Фраем на древнегреческом материале), напоминает испытания эпического героя. Как полагали Бэрроу, возвращение Аррена из Тёмной Страны соответствует обряду символической смерти и воскрешения, описанному Мирча Элиаде. 

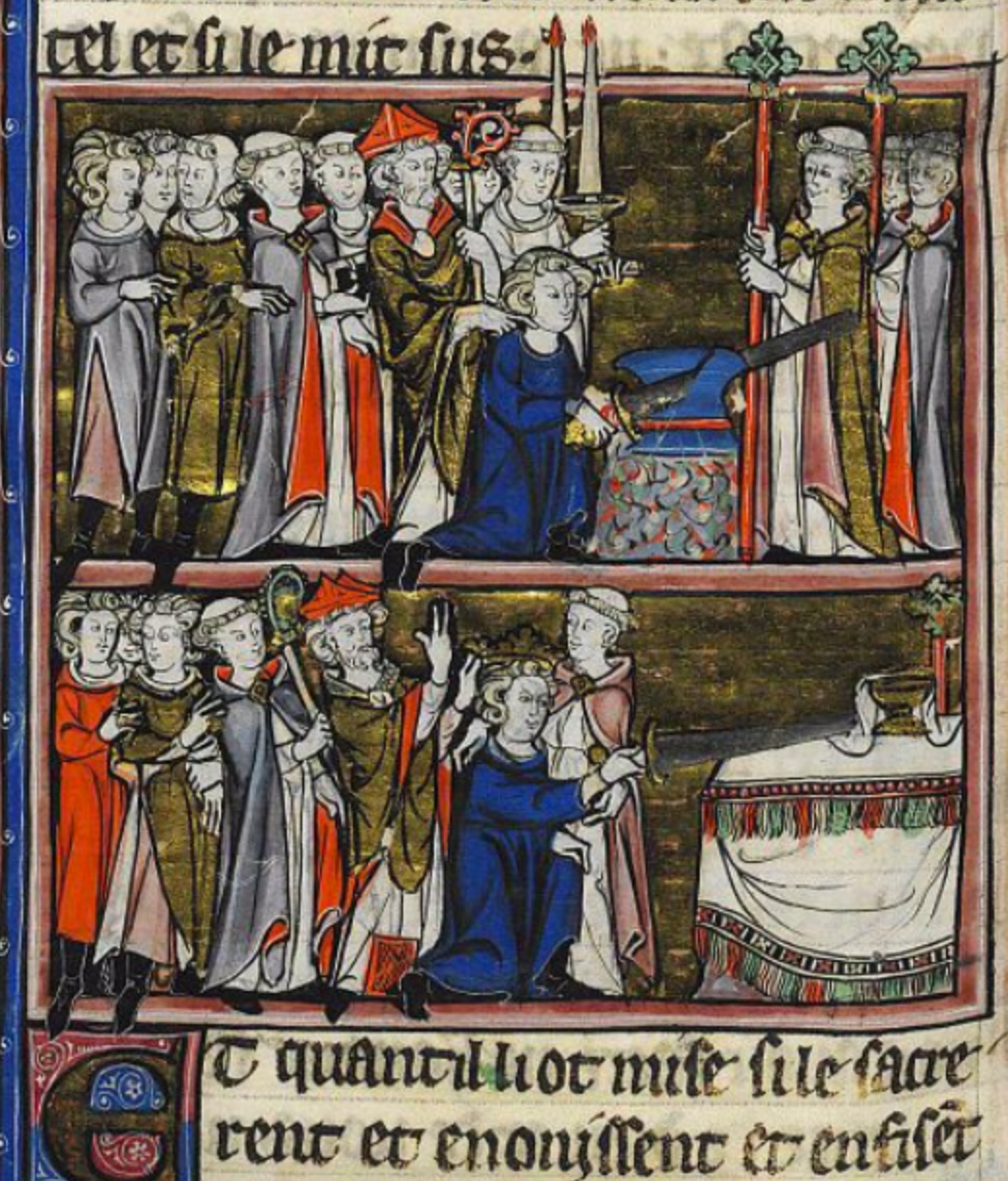
Молодой Артур с мечом Эскалибур. Рукопись «История Мерлина», ок. 1280

Путешествие в романе предпринимается достаточно тайно, но имеет глубокие социальные последствия. Аррен становится первым за 800 лет королём Хавнора, который должен принести закон и порядок в Земноморье. Литературоведы Сьюзен Бернардо и Грэм Мёрфи отметили связь прошлого и будущего, «мысль о преемственности идентичности и истории»: Гед напоминает Аррену о семейном наследии, говоря, что «пренебрегать прошлым — значит пренебрегать и будущим» — слова Геда, однако, не придают значения социальному классу или положению юноши. Аррен — потомок Морреда и Серриадха, родословная «подготавливает предназначение» героя, хотя Морред жил 2000 лет назад. По выводу Бернардо и Мёрфи, «возвращение к прошлому обеспечивает Земноморью лучшее будущее». Литературовед Колин Мэнлав отмечал свойственное фэнтези обращение к ценностям прошлого, к истории и легендам: Аррен почти понимает Орм Эмбара, когда тот говорит на Истинной Речи, будто он когда-то знал этот язык, но забыл; Гед находится в одном ряду с легендарными героями, такими как Эррет-Акбе или Серый Маг с острова Пальн. 
Если Аррен жаждет действия, то Гед сравнивает себя с мудрыми драконами, которые не действуют, а просто существуют. Утратив магическую силу, Гед постигает «высшую мудрость» — он отдаляется от людей, земли и материального мира (эта связь осуществлялась с помощью посоха), хотя продолжает влиять на земные дела, не участвуя в них (коронация Аррена). Образ героя приобретает трансцендентальные черты и сближается с воздушными драконами — в глазах Геда пляшет «огонёк улыбки, подобной той, что таилась в очах… Калессина». Бернардо и Мёрфи объясняли «нарративную неопределённость» — открытую концовку (в духе «Одиссеи») в истории Геда, который то ли посетил коронацию, то ли нет, — тем, что он стал частью сказаний, одним из загадочных и легендарных героев Земноморья. Ричард Эрлих полагал, что в первом варианте концовки совмещаются «Улисс» Альфреда Теннисона и киновестерн: постаревший Гед, лишившись силы, героически уплывает в закат. Во втором варианте герой становится мудрецом, который отрешился от деятельности и живет в лесу — воплощении бытия для Ле Гуин. Литературовед Шарлотта Спивак, отмечая, что Гед на протяжении всей трилогии представлял собой образцового эпического героя, характеризовала «последний… полёт Геда в неизвестность на спине крылатого дракона» как «апофеоз эпического героя».

### Антропологическая трактовка взросления
Элизабет Камминс проанализировала взросление Аррена с точки зрения антропологии. Камминс использовала схему Виктора Тёрнера, который спроецировал три стадии инициации — отделение (выделение из сообщества), промежуточная стадия лиминальности (переход) и воссоединение (реинтеграция в сообщество) — на любые социальные ситуации перехода. Как полагала Камминс, успех путешествия зависит от силы социальной связи между героями: Аррен проходит путь от «наивной, беспрекословной верности Геду через отчаяние и отчуждение от него к зрелому взаимному принятию себя и Геда». Так, три первые главы показывают отделение героев от родного дома, знакомых и социальных ролей. Отплытие с Рока является началом второй стадии путешествия — лиминальности; Гед оказывается единственным представителем человеческого сообщества, с которым у Аррена есть узы — по мнению Камминс, здесь применимо понятие Тёрнера коммунитас («союз равных индивидов» за пределами социальных и политических структур), обозначающее первичную социальную связь, которая делает возможным общество. Взрослея, Аррен, во-первых, осознаёт важность доверия и верности по отношению к другим, а во-вторых, познаёт себя, свою тёмную сторону, подавляемое стремление к бессмертию — последнее впервые даёт о себе знать в Хорте. Аррен, который сначала боится подвести Геда, не может иметь «зрелых, искренних отношений с другими» до тех пор, пока не признает, что способен творить зло. Сны и кошмары про попадание в паутину указывают на отрицание себя, на бессилие героя и одновременно способствуют самопониманию. Страх и отрицание усиливаются присутствием Попли, приводят к отчаянию, формированию ложного «Я». 
Как отмечала Камминс, герой восстанавливает узы с Гедом и доверие к нему, размышляя о социальных связях «плавучего народа» — Аррен осознаёт самообман и обман в отношениях с другими и находит в себе мужество поделиться с Гедом своим отчаянием. Камминс считала беседу Геда и Аррена (аналогичную диалогам Огиона и Геда и Геда и Тенар в двух первых романах) началом «психологического исцеления», когда «называются проблема и решение, а признание слабости становится силой». Аррен принимает на себя ответственность за всё Земноморье, когда поёт песнь о создании Архипелага, тогда как вождь отказывается отвечать за кого-либо, кроме своих соплеменников. Чувство ответственности усиливается, когда Аррен встречает в царстве смерти мёртвых, утративших связь с другими участниками сообщества. Юноша видит, что Коб утратил собственное «Я» и коммунитас — «неспособный любить, он влачит изолированное и отчуждённое существование, которое сводится к борьбе за власть». Слепота Коба символизирует неспособность видеть свет, природу и человеческое сообщество. Аррен познаёт и Равновесие — «взаимозависимость человека и природы», что выражается во взаимных связях людей и драконов.

### Художник в конце жизни
Камминс, цитируя слова Ле Гуин об искусстве и творчестве как темах трилогии, писала, что роман показывает художника в конце жизни; Гед — единственный, кто может восстановить Равновесие и помочь Земноморью преодолеть «кризис языка», поскольку не подвержен искушению; волшебник говорит Аррену: «Мне, кроме моего мастерства, больше ничего не нужно». Гед помогает юному принцу, который узнаёт, что можно жить иначе, с иными ценностями. Как отмечала Камминс, вера Геда в неизбежность смерти коррелирует с его уходом на покой: мастерство художника не вечно (утверждение обратного приводит к Кобу-Фаусту), он может быть моральным или эстетическим ориентиром при плохой власти, но не постоянно; нельзя с помощью искусства навсегда сбежать от действительности — и читатель, и художник должны иметь дело с реальностью. По оценке Камминс, писательница осознавала собственный дидактизм (когда художник начинает «проповедовать»), поэтому и сместила акцент в сторону социального, завершив трилогию коронацией Аррена. Гед, удовлетворённый тем, что сделал, «возвращается к началу… к созерцательной жизни, от которой в юности отказался». Теперь Гед — другой человек, поскольку, по выводу Камминс, «творческий процесс тоже изменил художника». Как полагал Слассер, последователь Геда — не волшебник, а король, что указывает на возрастающую роль власти в Земноморье, на переход от художника к правителю, на приоритет социального для Ле Гуин.

### Орм Эмбар. Драконы как архетипы

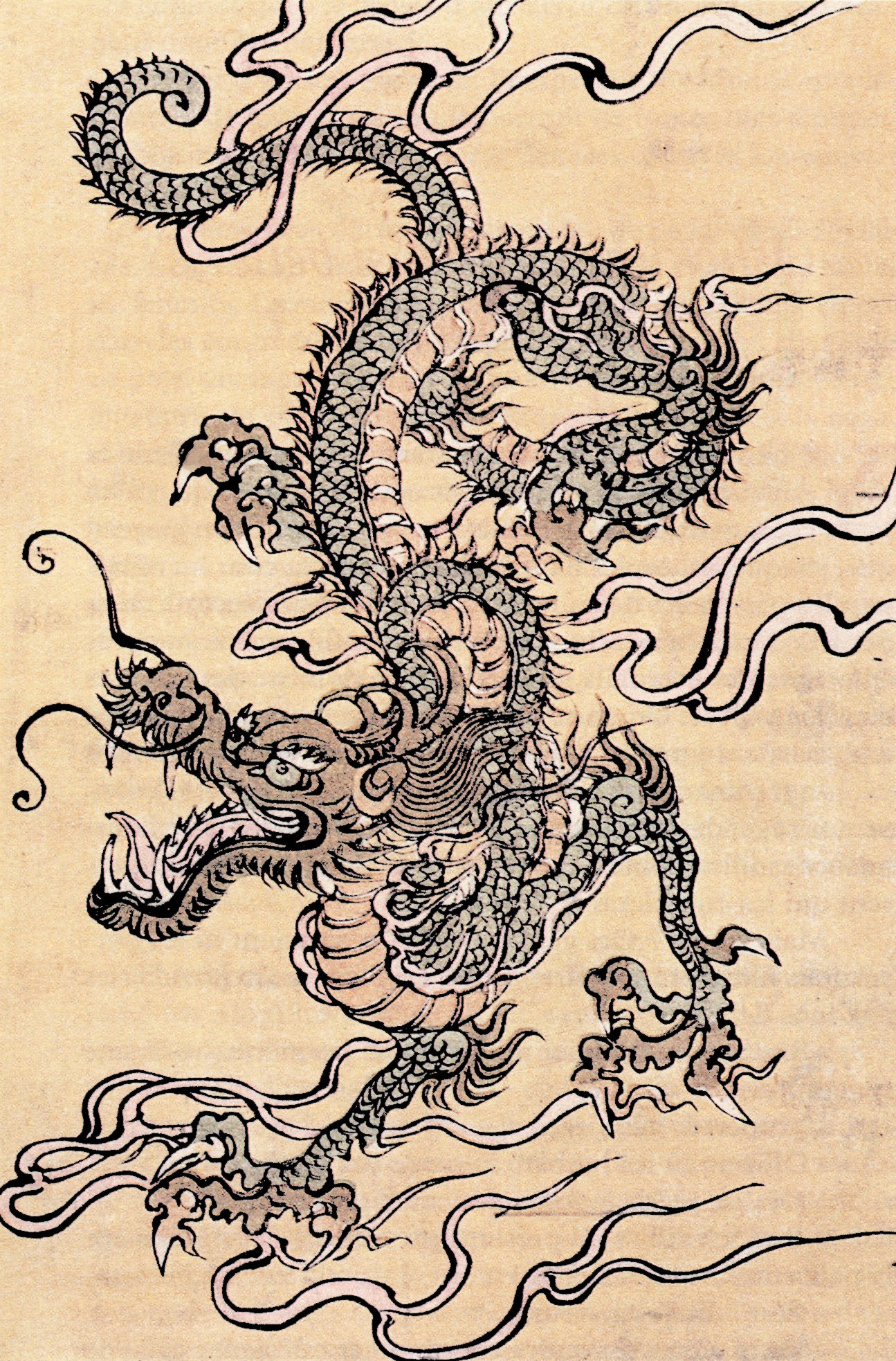
Японский дракон, цветная гравюра на дереве, китайская школа, XIX век

Восхищение драконами — символами «древнего знания и власти» — объединяет писательницу с Толкином, хотя, по мнению Николса, величественные драконы в романе Ле Гуин получились более удачными. Аррен чувствует эйфорию, когда смотрит на полёт драконов, наблюдает их «невероятную силу, необузданную дикость в сочетании с благодатью разума»; драконы — воплощение красоты и самой жизни. По оценке литературоведа Майка Кэддена, описания драконов намекают на кошек: негромкий голос Орм Эмбара сравнивается с «шипением разъярённого кота», дракон опускает голову как «разъярённый кот»; Калессин прыгает в воздух как кошка.
«Великолепный и героический» Орм Эмбар (в древнеанглийском языке wyrm означало «дракон» или «змей») является потомком самого знаменитого дракона древности — Великого Орма, который убил Эррет-Акбе и был убит им. Орм умер на том же месте, где погибает Орм Эмбар — если его предок сражался против людей, то сам он сражается вместе с ними. Когда во время разговора с Гедом дракон нависает над ним, закрывая «половину неба», Аррен чувствует «счастливую гордость», видя, «как мал… хрупок… и… ужасен [человек] в своем могуществе». Истинная Речь Орм Эмбара имеет оттенок заклинания и двойственности (в духе орфиков). По словам Бэрроу, Орм Эмбар принадлежит к силам созидания, он любит жизнь, но жертвует собой. Его героическое самопожертвование во имя Равновесия, напоминающее гибель Могиена из «Мира Роканнона», позволяет Геду и Аррену войти в царство мёртвых. 
Как отмечали исследователи, драконы в романе выполняют роль проводников (наподобие зверька отака из первой книги, убитого Тенью). Как писал Томпсон, Орм Эмбар выступает в качестве животного-спасителя, хотя главное столкновение между Эго и тенью происходит один на один. Исполинский дракон Калессин, который старше Орм Эмбара, вознаграждает (подобно богу) Геда и Аррена за их служение жизни, помогая героям вернуться домой. По мнению Камминс, возвращение на драконе указывает на «сотрудничество человека и нечеловеческого», на «баланс между явными противоположностями», на восстановление Равновесия. Драконы воплощают «мудрый, загадочный аспект природы» (противоположный её разрушительной силе), они связаны с человеком, но отличаются от него. По словам Кроу и Эрлиха, этот полёт обозначает выход за пределы человеческих сил, когда героев уносит Дух (в терминах Юнга). Юнг считал животное одной из форм архетипа Духа (также является мудрым стариком), который следует рассматривать в собственных терминах. Дух, укоренённый в коллективном бессознательном, сочетает в себе сверхчеловеческие демонические и звериные нечеловеческие черты — это описание соответствует драконам Ле Гуин, воплощению ветра и огня, в них коварство и алчность сочетаются с древней мудростью и силой. По словам Геда, драконы находятся за рамками человеческого суждения и знания.

## Мифологические мотивы, литературные параллели и символизм

### Царство смерти, логика символизма и аллегория

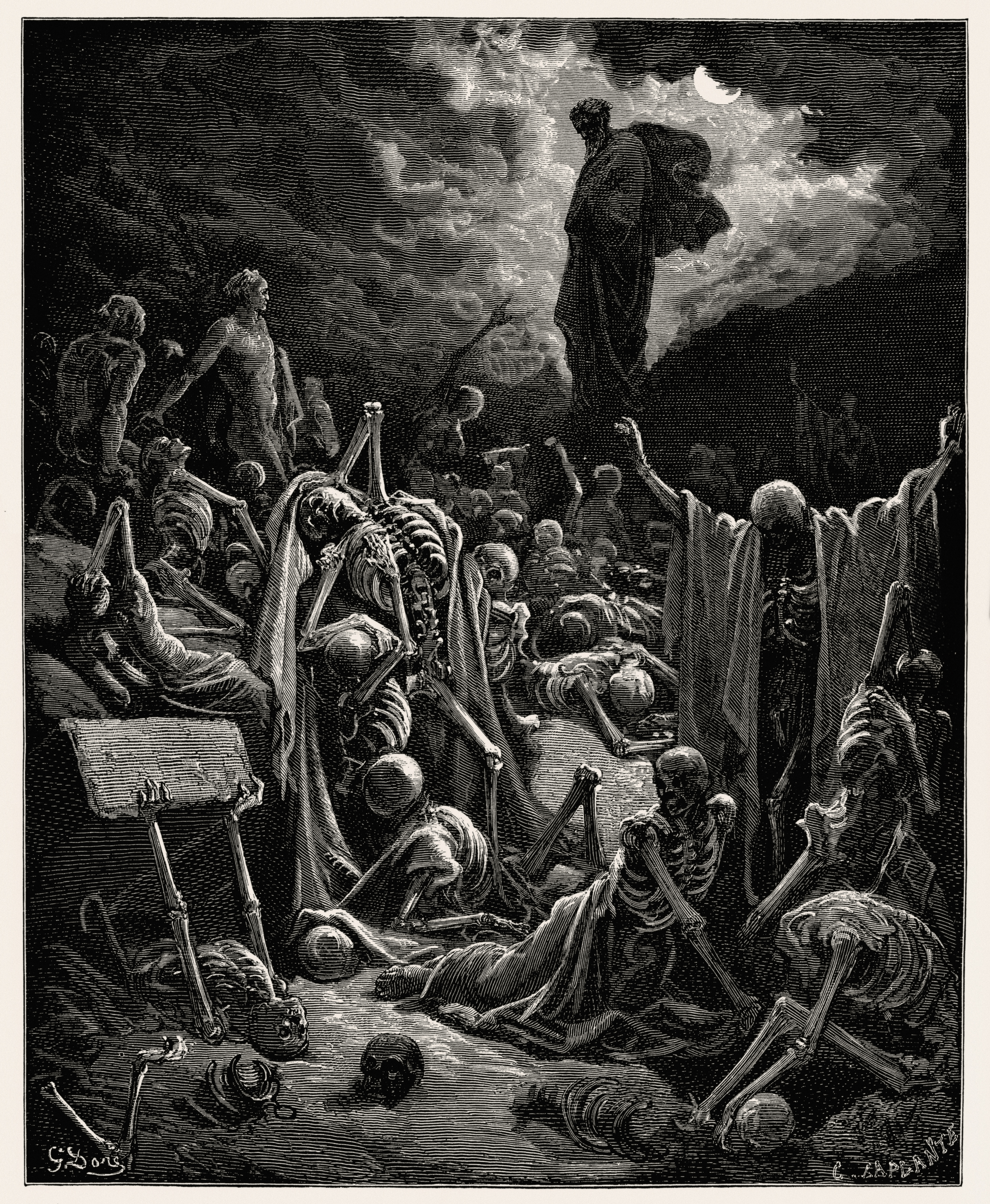
Видение Долины сухих костей. Гюстав Доре, 1866

Как отмечал Аттебери, в романе архетипический образ смерти приобретает глубину и завершённость — царство смерти, тёмная сторона Земноморья, становится сопоставимым с миром живых. По оценке Аттебери, «пустынное, тёмное и внушающее ужас» царство мёртвых служит центральным символом книги. Среди источников царства смерти, места теней, пыли и мрака — «страна без возврата» и «дом пыли» Древней Месопотамии, гробницы Древнего Египта, Аид из «Одиссеи», Долина сухих костей из книги пророка Иезекииля; Вергилий (по мнению литературоведа Терезы Тавормины, Аррен ближе к Энею, тогда как Гед скорее выполняет роль Сивиллы) и Данте; Эрлих упоминал Шеол и Хель. Питер Николс сопоставлял образ с античным Аидом, оценивая воззрения писательницы как «глубоко нехристианские», хотя не «антихристианские»; царство мёртвых отличается от восточной нирваны и не является раем или адом, которых нет в Земноморье. Литературовед Майк Кэдден полагал, что модель царства смерти соответствует западной мифологии, однако противоречит воззрениям Ле Гуин и системе Равновесия, в которой жизнь и смерть взаимосвязаны — Гед говорит Аррену, что «только в смерти — залог возрождения», и восстанавливает Равновесие в месте, которое само является насмешкой над Равновесием; исследователь допускал влияние традиции. Мрачная характеристика посмертия соответствует идее о ценности жизни здесь и сейчас, тезису, что жизнь проживается ради неё самой, а также мысли о том, что жажда бессмертия влечёт «утрату великого дара в настоящем».
Мёртвые представляют собой пустые оболочки когда-то живых людей, они «лишены разума, чувств и способности что-либо делать». По оценке Шиппи, Страна Мёртвых представляет собой бесчувственный «аналог мира живых: люди, улицы, дома, рынки, движение»; в этих образах выражена распространённая в Земноморье боль вечной разлуки. Шиппи связывал это «поразительное описание», отличающееся от античного и христианского, с утратой веры в конце XIX века и находил переклички с популярным в то время стихотворением Альфреда Хаусмана из сборника «Шропширский парень»; поэт считал, что быть мёртвым означает не быть. Николс, сравнивая сошествие Аррена в царство мёртвых с сошествием Гэндальфа в ад, отмечал, что Толкин и Ле Гуин в большей степени романтики, чем Данте, хотя выразительность и точность образов (например, мать, которая не смотрит на дитя), вызывающих эмоциональный отклик, сближает Ле Гуин с автором «Божественной комедии», а не с Толкином (хотя язык писательницы не достигает в полной мере естественности Данте). В то же время фрагмент с описанием Страны Мёртвых скорее напоминает живопись лучших представителей прерафаэлитов, чем Данте. Отмечалась близость пустыни мёртвых к произведениям Томаса Элиота «Бесплодная земля» и «Полые люди», а также к поэме Джеймса Томсона «Город страшной ночи». По мнению Бэрроу, предлагаемое Кобом «бессмертие в пыли Сухой Реки» представляет собой перевернутую баптистскую идею возрождения (крещение путём погружения в воду). По мнению Николса, путешествие к смерти в романе состоит в парадоксе: нужно восстановить её власть, поскольку смерть нельзя победить, просто избавившись от неё. Литературовед Ролин Лассетер и Бэрроу считали царство смерти аллегорическим, несмотря на декларируемое Ле Гуин неприятие аллегории (писательница противопоставляла «омертвлённую эквивалентность» аллегории «одушевлённому смыслу» символов). Лассетер трактовал Тёмную Страну не как царство мёртвых, а как «страну тени», то есть мир, в котором «извращённая иллюзия тени» превратила «реальность и свет дня в бессмысленное отчаяние»; это «нескончаемое и неизменное существование» обусловлено стремлением к безопасности. 

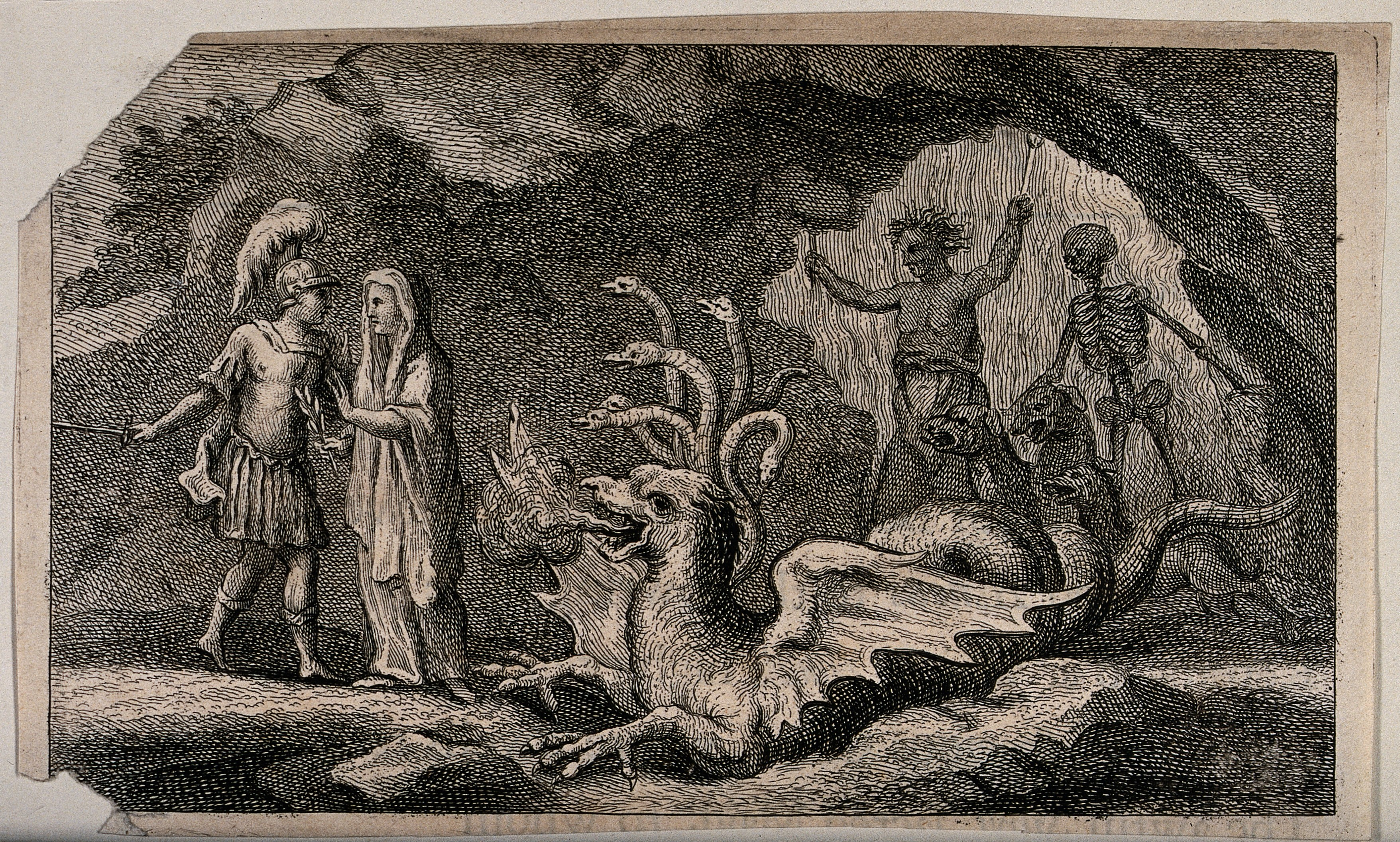
Сивилла ведёт Энея в загробный мир; встреча с Цербером. Офорт

Согласно Аттебери, фэнтези позволяет Ле Гуин совместить противоположности «света и тьмы, эгоизма и жертвенности, жизни и смерти» в виде парадоксов (близких к метафизической поэзии), которые можно разрешить в нерациональной, но упорядоченной системе; Ле Гуин прибегает к метафоре магии. По оценке Аттебери, близкая к мифу логика символизма обуславливает фэнтезийный вымысел и всё развитие сюжета — одни символы порождают другие (за царством смерти следуют раскалённые горы, затем появляется камень с Гор Горя) и сталкиваются друг с другом (свет и тьма, герой и злодей и т. д.). По мнению Аттебери, «богатство символических ассоциаций компенсирует… простоту действия». Логика символизма предполагает дополнительность противоположностей и их итоговое примирение, а также различие по степени совершенства: пустыня царства смерти сочетается с существованием фонтанов, присутствие предателя дополняется наличием героя, болезнь предполагает возможность исцеления, а в основе хаоса лежит порядок. По мнению Слассера, роман является аллегорией, поскольку духовное путешествие сочетается с событиями во внешнем мире, а разрушения по-настоящему затрагивают людей и острова Земноморья. По замечанию Слассера, «аллегория присутствует… на нескольких символических уровнях», которые «искусно переплетены», но тесно связаны с реальностью. Слассер отметил мотив снов: в сновидениях Аррена постоянно появляется обещание, которое оборачивается «хаосом и тьмой». В определённый момент Аррен перестаёт отличать реальность и сон, каковым ему сначала кажется спасение «плавучим народом». 
Исследователи выделяли образы паутины и пауков, которые указывают на созидание и разрушение. Паук связывается с Кобом и с Гедом: первый плетёт паутину, ожидая жертву, второй видит в плетении паутины искусство; Гед называет паука, за которым наблюдает мастер Путеводитель в начале романа, «настоящим мастером». По словам Спивак, мир Земноморья — паутина, а в её центре находятся Мастер Путеводитель и Имманентная Роща; зло — это паутина, которую плетут люди. Образы паутины присутствуют в снах и видениях Аррена, в описании бывшей волшебницы Акарен. Аттебери выделил несколько сквозных парных образов, помимо паука. Так, слепота Коба противопоставлена зрячести Геда (чья лодка называется «Зоркая»), который видит более ясно и более глубоко, чем другие. Если Коб, пренебрегая природой, не хочет ни с кем общаться и лишает даже мудрых драконов речи, то Гед говорит с драконами и со всеми вещами: он всегда находит время, чтобы созерцать деревья, прикоснуться к камню или ощутить вкус воды. Образ фонтана, появляющийся в начале книги, а затем получающий развитие в образе фонтанов Шелитха, символизирует «энтропию, воспроизводство, естественный цикл или постоянное созидание». Этот образ противопоставляется высохшему фонтану Коба.
Бэрроу, рассматривая параллели с культурами коренных народов Калифорнии (с которыми Ле Гуин была знакома благодаря своему отцу), отмечали, что эффект галлюциногена хазия близок к действию наркотика, используемого народом луисеньо во время мужских обрядов посвящения, а Горы Горя напоминают священные горы народа Мохаве.

### Коб как Свидригайлов. Метафизика жизни и смерти
А что, если там одни пауки или что-нибудь в этом роде… Нам вот всё представляется вечность как идея, которую понять нельзя, что-то огромное, огромное! Да почему же непременно огромное? И вдруг, вместо всего этого, представьте себе, будет там одна комнатка, эдак вроде деревенской бани, закоптелая, а по всем углам пауки, и вот и вся вечность.
По мнению Шиппи, на первый взгляд опасность вечной жизни сближается со святотатством — начиная с первого появления в видении Аррена явно напрашивается сравнение Коба с Иисусом Христом — тем, кто открывает врата, побеждает смерть, обещает жизнь, тем, кто спустился в Ад; однако в книге тот, кто обещает вечную жизнь, приносит разрушение. По Шиппи, автор заимствует цельный образ вечности из «Преступления и наказания» Достоевского. Коб, чье имя в древнеанглийском означает «паук», напоминает «болезненного и похотливого» Свидригайлова; оба испытывают неестественный страх смерти, и в обоих случаях обещание вечности неотделимо от образов пауков и паутины. Свидригайлов в разговоре с Раскольниковым выдвигает собственную концепцию вечности в виде одной комнатки в закоптелой деревенской бане, где кишат пауки. В обоих романах веру (в случае Земноморья — в магию) разрушает сомнение — это обстоятельство, по мнению Шиппи, не позволяет говорить о «намеренном святотатстве» Ле Гуин.

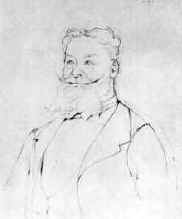
Свидригайлов. Иллюстрация П. М. Боклевского, 1897

По выводу Шиппи, кощунственная попытка Коба спастись от Тёмной Страны исходит из низменного страха (хотя Коба трудно винить, поскольку царство смерти действительно ужасное) и обречена на неудачу. В конечном счёте его обещание ложное, поскольку даёт вечное сознание, призрачное подобие жизни, но не сохраняет личность. Победа Коба превратила бы «мир живых и мир мёртвых в подобие сухой и пыльной бани Свидригайлова, покрытой его личной паутиной». Коб и его последователи-волшебники считают, что для возрождения необходимо забыть своё имя, поскольку имена нереальны; как отмечал Шиппи, тени в царстве смерти являются именами, хотя к ним не сводятся. Как полагал Шиппи, эти метафизические вопросы (что хуже — тень-имя или сознание без личности) трудно разрешить, хотя в концовке Гед настаивает на дуализме тела и имени. Гед загадочно намекает на некоторую форму реинкарнации, говоря, что жизнь Эррет-Акбе и всех остальных умерших людей продолжается вечно. По оценке Эсмонд, концепция будущей жизни не проясняется; по выводу Шиппи, поскольку сохранение личности или памяти не подразумевается, речь об обычной позиции в русле агностицизма — Ле Гуин отвергает воскрешение и вечную жизнь. 

### «В тёмное время» Рётке: визионерские мотивы
По мнению Аттебери, роман сближает со многими визионерскими стихотворениями мотив «внутреннего, духовного путешествия». Аттебери полагал, что мифоподобная схема романа соответствует модели из стихотворения «В тёмное время» Теодора Рётке из цикла «Sequence, Sometimes Metaphysical», но представлена наглядно и максимально упрощённо. Темы и образы, намеченные в стихотворении, в романе развёртываются разными способами, через персонажей, их высказывания и действия, события и антураж; эти приёмы заменяют метр и метафоры. По мнению Аттебери, общими являются мотивы тени и тьмы, которая служит первым шагом к самопознанию (о чём в самом начале романа говорит Гед), мотив безумия глубоко внутри личности и его связь с глубокими открытиями. В обоих произведениях внешний мир отражает мир внутренний: герои ищут себя, предают себя и в конечном счете побеждают. Сюжет романа о поисках источника тьмы иллюстрирует парадокс поэта о том, что в тёмное время открывается зрение — к этому близко изречение Геда о необходимости тьмы для пламени свечи. 
Аттебери отметил общий образ стены; «место страданий» в стихотворении Рётке, пещера среди камней, образ края и бездны, превращается у Ле Гуин в царство смерти, мёртвую пустыню с каменистой почвой. Если у Рётке место символизирует смерть и служит поэтическим приёмом, то «машинерия магии» у Ле Гуин совмещает в себе физическое описание и «магический, метафизический смысл», как в случае тёмной дыры у истока Сухой реки — её «разверстый зев» указывает на конкретный объект и одновременно имеет символическое значение. Царство смерти — не просто символ, а относится ко всем смертям в Земноморье, являясь «символически и буквально раной этого мира». Аттебери находил параллели в «смерти личности» (Рётке), без чего невозможно найти выход из Страны Мёртвых, освободиться от ужаса смерти и власти тени. У Рётке муки выбора совпадают с «моментом наивысшего отвращения», за которым сразу следует откровение. Аррен делает выбор, когда яростно сражается с Кобом и внезапно чувствует к нему отвращение — хотя Коб неуязвим, в нём нет ничего человеческого и жизни как таковой. Аррен готов умереть, возможно, сразу, отказываясь от «ложной жизни тени». Как отмечал Аттебери, развязка романа не такая быстрая, как в стихотворении: победив во внутренней битве, Аррен и Гед («падший человек» у Рётке) должны выбраться «из своего страха» (Рётке). В обоих произведениях герои чувствуют единство с исцелённым миром, к ним возвращаются ощущения и осознание «внешней силы, дающей утешение и поддержку». Если поэт ощущает присутствие Бога, то Аррену достаётся лишь камень с Гор Горя (у Рётке эту роль выполняет «раздирающий ветер»).

### «Дуинские элегии»: город-страданье, ангелы и долина скорби

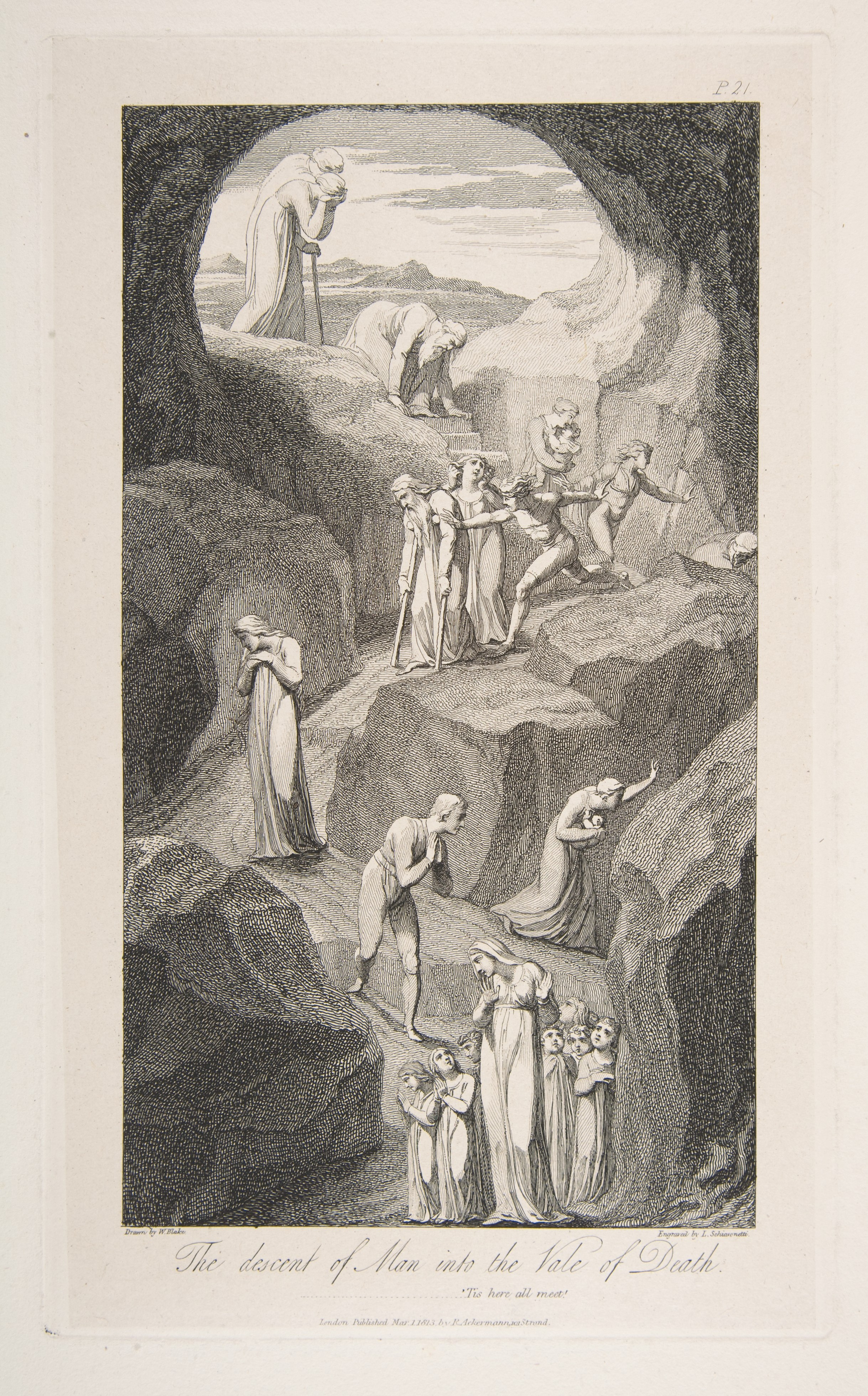
Гравюра по рисунку Уильяма Блейка «Сошествие людей в Долину Смерти», 1813

Джеймс Биттнер и Барбара Бакнолл отметили связь романа с поэзией Рильке, в особенности тесные параллели (вплоть до отдельных деталей) между изображением царства смерти и десятой из «Дуинских элегий»; согласно Бакнолл, идеи Ле Гуин выражены намного более ясно. Для Рильке значима мысль, что смерть является оборотной стороной жизни, а страдания — оборотной стороной радости; с последней оба автора связывает принятие смерти. Как полагала Бакнолл, главная идея романа взята из десятой элегии, где Рильке описывает «город-страданье» (нем. Leid-Stadt), в котором на самом деле отрицаются страдания и сама смерть. Этот город — место развлечений и удовольствий, вечная ярмарка, где стремятся купить счастье. Там закрыта церковь, поскольку нет настоящей религии (аналогично исчезновению магии из мира Ле Гуин). Хотя у Рильке нет городов мёртвых, эта характеристика, а также негативная оценка Парижа (пятая элегия) напоминают описание разложения в городе Хорт. В мире Земноморья люди, отказавшись принять смерть, становятся наркоманами и «ищут развлечений в карнавальной атмосфере рынка».
У Рильке за пределами города-страданья бродят воплощённые в облике женщин «жалобы», которые уводят «юных мёртвых» в их новую страну — долину скорби и страданий. Как полагала Бакнолл, такие элементы в романе, как вечный сумрак, склон холма, ведущий к невысокой стене, и пыль, являются оригинальной мифологией писательницы, однако образы Сухой Реки и Гор Горя тоже взяты из десятой элегии; «куски отшлифованной скорби» Рильке превращаются в камень с Гор Горя. По оценке Бакнолл, образ Сухой Реки у Ле Гуин перевёрнут: если у Рильке жалоба показывает юному мертвецу у подножия гор «источник радости», обозначающий необходимость принятия смерти, то в романе Сухая Река превращается в «источник радости» тогда, когда закрывается проход между двумя мирами. У обоих авторов нет солнца и луны, только звёзды и незнакомые в мире живых созвездия (десятая элегия). Мёртвые в романе — умиротворённые, безразличные, лишённые эмоций; Рильке писал о «равнодушье» мёртвых (четвёртая элегия). Бакнолл полагала, что драконы, созданные из огня и магические по своей природе, близки к «ангелам» — сквозному образу «Дуинских элегий». У Рильке «ангел» представляет собой трансцендентную невидимую сущность, которую трудно определить и которая время от времени появляется в чувственном мире. Драконы у Ле Гуин — «трансцендентные звери», необычайно опасные, но не являющиеся злом; они следуют своей природе и видят мир иначе, чем люди. С Рильке, по мнению Бакнолл, связана идея, что драконы — это сны.

### Король-Рыбак и бесплодная земля. Аррен как Христос

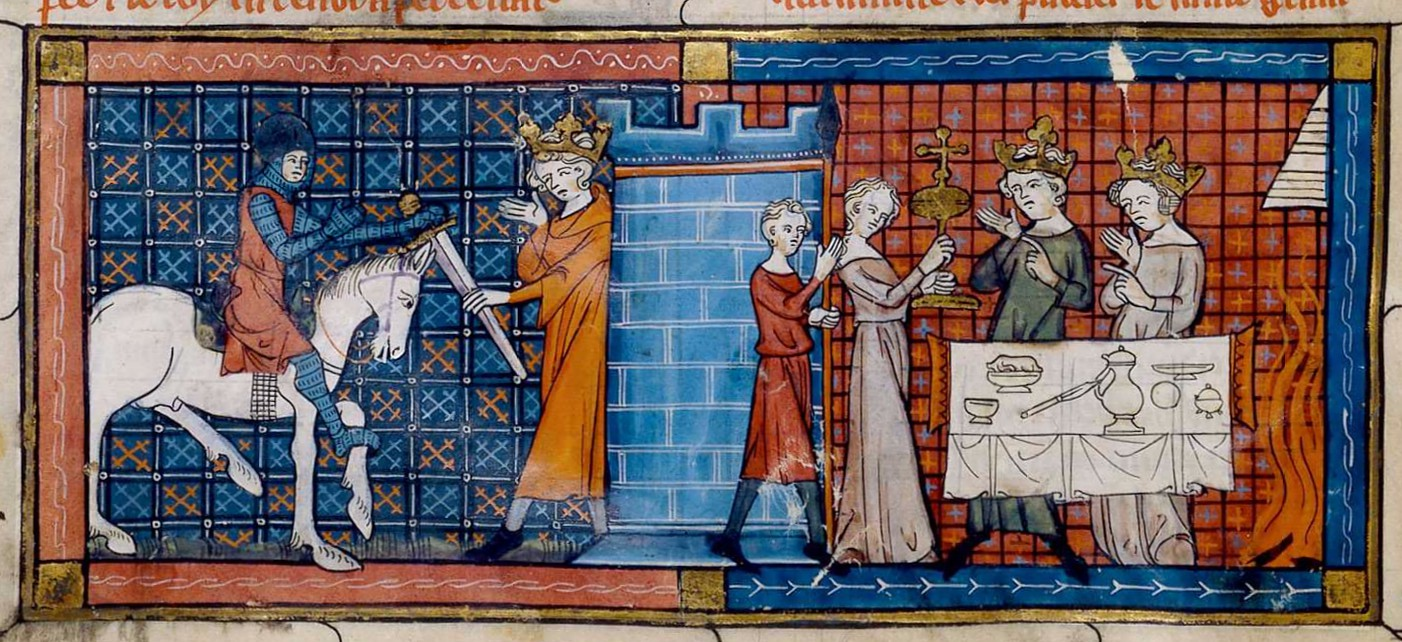
Король-Рыбак встречает рыцаря Персиваля в Замке Грааля. Иллюстрация к рукописи «Персеваль, или Повесть о Граале», 1330

Литературовед Томас Ремингтон, находя в трилогии структуру мифов об умирающем короле (Король-Рыбак), цикле вегетации и бесплодной земле («освобождение вод»), то есть миф о победе жизни над смертью, полагал, что в романе схема первых двух книг перевёрнута. В «Волшебнике» и «Гробницах» могущество тьмы относилось ко времени между летним и зимним Солнцестоянием, когда дни становились короче, а Луна убывала, тогда как в период после зимнего Солнцестояния, напротив, герой побеждал силы тьмы. В романе же Гед и Аррен отправляются в путешествие во время весеннего равноденствия (действие начинается в марте), когда дни удлиняются, и достигают успеха сразу после летнего солнцестояния, праздника Долгого Танца, когда дни начинают укорачиваться. В отличие от двух первых частей, где мир мёртвых вторгается в мир живых, здесь усилиями Коба происходит обратное; речь идёт о «правах тьмы», поскольку смерть, будучи частью Равновесия, сама по себе не является злом и автор подчёркивает её неизменность. Как отмечал Ремингтон, в начале романа Гед, обсуждая хаос в Земноморье, говорит о пересохших источниках волшебства, а также о том, что «мы… смертельно ранены», что «кровь… вытекает из ран»; эти фразы указывают на его роль Короля-Рыбака. По словам Ремингтона, победа Коба над смертью гротескно и парадоксально пародирует победу жизни в мифе о бесплодной земле. Коб, пытаясь достичь личного бессмертия, «иссушает источники», превращая мир живых в пустыню — там нет жизни, поскольку нет движения и обновления. Ремингтон отметил отсылки к сухости (мёртвая пустыня, Сухая Река). В мёртвую пустыню нельзя принести воду, там «пьют пыль», и автор подчёркивает неизменность смерти: только покинув Тёмную Страну, Аррен находит горный ручеек и утоляет жажду. Для восстановления Равновесия Коб, которого нельзя исцелить и оживить, должен умереть, что и происходит. По выводу Ремингтона, книга завершает цикл жизни — «тёмные силы смерти признаются в качестве естественных и необходимых» для Равновесия.
Литературовед Перри Нодельман, усматривая в мире Земноморья христианские мотивы, обнаружил сходство между Арреном и Иисусом Христом; для юноши Гед выполняет роль Бога Отца. Критик отмечал, что в христианстве и юнгианстве на первом плане находятся отношения между мужчинами, не имеющие гомосексуального характера. Орм Эмбар называет Аррена «Агни Лебаннен»; в тексте этот момент не прояснён, однако Нодельман предположил, что речь об отсылке к Христу (лат. agnus) — как и Христос, Аррен чистый и непорочный; подобно Христу, Аррен — мужчина, но лишён сексуальности. Гед отправляет Аррена во тьму, подобно Богу Отцу, который посылает Христа в мир с вестью о спасении; Аррен становится королём мира, слушая «слово Геда». Комолетти и Драут находили предположение Нодельмана интересным, но поверхностным и неточным: представление о Боге Отце и Боге Сыне как отдельных личностях — это арианская ересь IV века; хотя agnus (часть «agnus dei», «агнец Божий» в литургии) в христианстве указывает на жертву Христа, в романе самопожертвование осуществляет Гед, а не Аррен. Исследователи полагали, что «агни» на Истинной Речи попросту означает «король».

### Врата сна, истина драконов и мировое древо

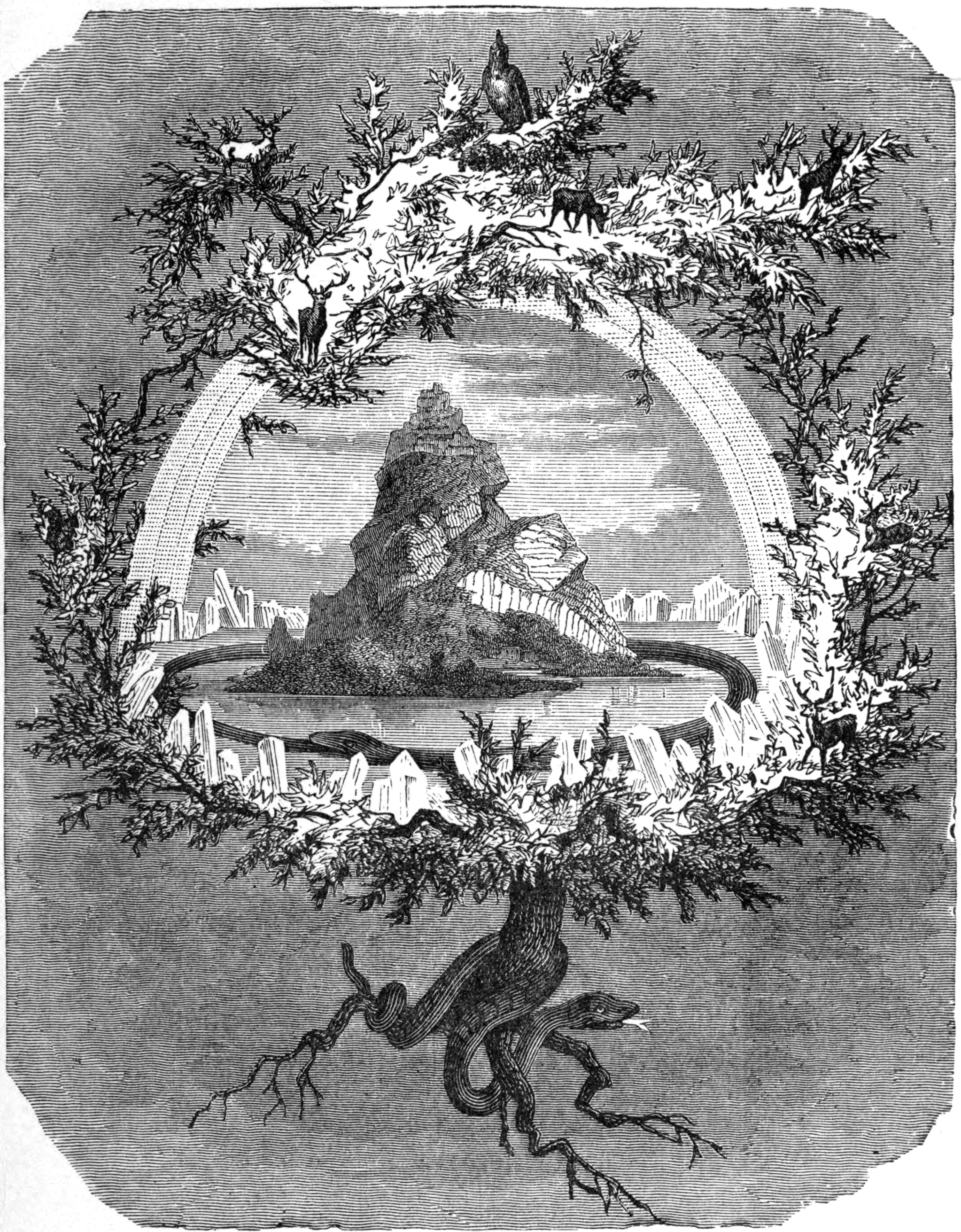
Ясень Иггдрасиль. Гравюра Гейне, Фридрих Вильгельм, 1886

Тереза Тавормина, рассматривая связь трилогии с мотивами «Энеиды» Вергилия (врата из рога и из слоновой кости, сны, истина и ложь), отмечала, что Ле Гуин трансформирует фрагмент из поэмы в собственный оригинальный образ. Согласно Тавормине, дверь в Школу Волшебников, вырезанная из цельного драконьего зуба, ведёт «в самое сердце… Равновесия», показывает, что во снах, как и в художественной литературе, нераздельны истина и иллюзия, правда и ложь. Гед в романе практически отождествляет магию, сны и естество драконов, которые могут лгать на Истинной Речи, но не являются злом или ложью. По словам Тавормины, язык драконов, в отличие от иллюзорных истин Коба о смерти, созидает, «охватывает и жизнь, и смерть». «Ложь» драконов может быть истиной — люди не понимают её из-за недостатка мудрости. Тавормина цитировала слова Ле Гуин: отказ «слушать драконов» приведёт к подчинению «кошмарам политиков», как это случилось с жертвами Коба. Поэтому слова драконов передают те, кто умеют слушать и созидать: «маги и творцы… певцы, герои, искатели». Творцы красоты и смысла создают сны и узоры жизни, однако сны также порождают иллюзии или отчаяние, превращаются в «лохмотья пыльной паутины» Коба. Имеющие власть над словом, как отмечала Тавормина, более всего подвержены его обещанию — смерть лишает их «знания, власти, имени, личности».
Если Коб совершает кражу, то у двери в Школу Волшебников можно увидеть взаимное доверие, когда подлинные имена раскрывают Мастеру Привратнику. По словам Тавормины, «мудрая открытость миру» даёт «величайшим магам величайшую силу»: именно Привратник сохраняет спокойствие и веру в Геда, когда магия в мире рушится. По мнению Тавормины, умение видеть Равновесие между «действием и покоем… словом и тишиной, жизнью и смертью», будь то магия в Земноморье или искусство в реальном мире, позволяет «утверждать творческую силу — основу магии, искусства и самой жизни». Этот аспект иллюстрирует «Древо Жизни с тысячью листьев», изображённое на внутренней стороне двери в Школу Волшебников, а также на стенах и потолке «величественной галереи» (вероятно, трапезной) внутри Школы. Как отмечала Тавормина, нарратив соединяет Древо, «питание духа и тела» и дверной порог. По её мнению, это Древо является «воплощением мирового древа… и самим мировым древом, осью мира» в центре Имманентной Рощи; последняя отожествляется с подлинным центром Земноморья — обычным людям кажется, что Роща движется по кругу, но на самом деле движется всё остальное. Мировое древо рассматривалось как Иггдрасиль из скандинавской мифологии, чьи корни достигают центра Земли — о нём в начале романа говорит Мастер Путеводитель. В кельтской мифологии древом жизни является рябина — к ней отсылает подлинное имя Аррена, Лебаннен («рябина»); Гед и Аррен знакомятся около рябины — центра острова Рок и всего мира.

## Религия, общество, власть

### Духовное опустошение, «секуляризация» и «коллективная тень» Земноморья
В романе вопрос восстановления целого смещается от уровня индивида к обществу, личное принятие смерти подразумевает моральное и социальное измерение. Всеобщий недуг в Земноморье вызван «поиском бессмертия» (как и в легенде о Гильгамеше), «коллективным ужасом смерти и стремлением её избежать» (что воплощает образ Коба — шарлатана и лжепророка). По словам критика Ширли Тулсон, Равновесие нарушается, когда обитатели Земноморья, «отказавшись от древних обрядов, заклинаний и традиций, цепляются за возможность безопасности и бессмертия, которую сами и придумали»; люди оказываются в плену иллюзии, «иллюзорной надежды». Исследовательница творчества писательницы Сюзанна Рид, цитируя высказывание Ле Гуин о тождественности магии и искусства применительно к трилогии, писала, что «ложная мечта… о вечной безопасности» — поверхностная, тогда как художники и волшебники ощущают жизнь во всей её полноте: в ходе «опасного исследования» они с помощью воображения постигают как внешнюю реальность, так и внутренний мир человека, связь «эмоций, памяти и опыта».

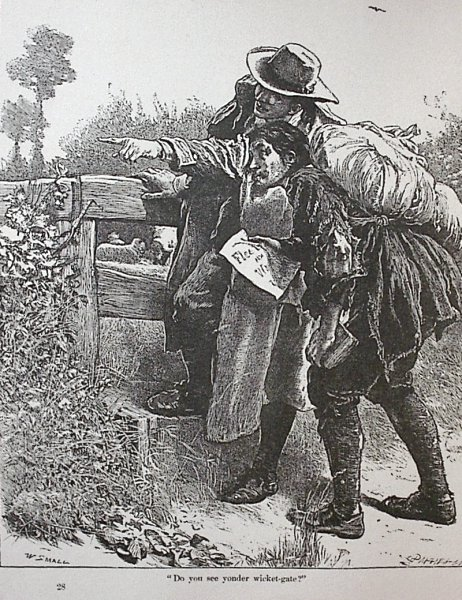
Евангелист указывает путь Христианину к Тесным Вратам [и тот «опрометью пустился бежать в указанную сторону»]. Иллюстрация к «Путешествию Пилигрима в Небесную Страну», 1890

Отрицание того, что опасность и смерть являются частью жизни, духовно опустошает Земноморье, за исключением Детей Открытого моря, которые принимают их неизбежность. Отказ от смерти влечёт утрату ценности собственной и чужой жизни, из мира уходят радость, магия и смысл, стираются различия. Певцы забывают слова и смыслы песен, а волшебники — свои заклинания; неприятие магии доходит до представлений, что она никогда не существовала. В упадок приходят ремёсла и торговля, распространяются наркотики, оккультизм, беззаконие и рабство. По мнению Кроу и Эрлиха, писательница выражает презрение к «наркотической субкультуре, оккультным обществам и трансцендентальной религии». Шиппи сравнивал утрату веры в магию с ослаблением власти религии: происходит секуляризация Земноморья, «имена» и «слова» уступают место «материи» и «реальности». Равновесие, основанное на магии имён, нарушается, и последствия затрагивают всех и каждого. Шиппи отмечал исчезновение красоты из мира, разрыв с традицией (что выражается в забывании песен), отказ от авторитетов, «разрыв поколений» — всё это сопоставимо с процессами в Западном мире с середины XIX века. По мнению Шиппи, неспособность поверить в сверхъестественные силы, страх смерти и надежда на вечную жизнь выливаются в страх перед будущим, эгоизм — люди перестают думать о жизни здесь и сейчас. Шиппи сравнил волшебников, отказавшихся от магии, с образом из «Путешествия Пилигрима в Небесную Страну» Джона Беньяна: некто Христианин бежит от семьи, заткнув уши и крича «Жизнь! Жизнь! Вечная жизнь!». Для Ле Гуин, с одной стороны, утрата веры плачевна, а с другой — радость от жизни не может быть самоцелью. 
Ролин Лассетер считал, что роман посвящён утрате надежды — «коллективной тени». Исследователь отметил связь романа с антиутопическими произведениями Ле Гуин («Новая Атлантида», «Резец небесный», «Обделённые», «Те, кто покидают Омелас» и «Дневник Розы»), в которых показано «царство тени», представлены миры, где тоже «есть дыра, и через эту дыру уходит свет» (слова Акарен). В этих произведениях люди подобны красильщикам с Лорбанери, которым всё вокруг кажется одинаково серым. По оценке Лассетера, хотя Ле Гуин изображает тоталитарные системы других миров, не имеющих прямого отношения к современной Америке, «эти люди — мы; их серость — это наша серость… их кошмары — наши кошмары». Поэтому «тень в Земноморье представляет собой тень Западного, европейского» мира, не только каждого отдельного человека, но и «коллективную тень» всей современной культуры. По мнению Лассетера, речь об изнанке «осмысленного и упорядоченного космоса», подобной миру «Улисса» Джойса. 
Источником коллективной тени до некоторой степени является «индивидуальная тень» Геда, который унизил Коба. По мнению Лассетера, Ле Гуин не идентифицирует коллективную тень вплоть до диалога Геда и Коба в конце романа, когда колдун отождествляет любовь и жизнь с властью, а свет — с тьмой. Согласно Лассетеру, «коллективная тень нашего времени — это отчаяние», что, «возможно, страшнее утраты веры», поскольку «утрачивается надежда на то, что течение жизни… приведет к чему-то „хорошему“ и прекрасному», на то, что жизнь имеет смысл. По Лассетеру, утрата надежды изменяет «субстанцию» жизни: поиски безопасности принимают форму жажды власти. Спасение от коллективной тени, от «страха смерти и стремления к безопасности» требует, во-первых, найти её источник и указать на её ложность; во-вторых, восстановить власть подлинного короля. Эти два сюжета переплетены и делают роман, с одной стороны, детективом (Гед должен раскрыть загадку — найти преступника и разобраться в природе преступления), а с другой — историей о короле-герое — Аррене, который «должен познать истинные ценности и границы… своей воли и мужества». Лассетер сравнивал безвольное состояние Аррена во время болезни Геда, когда юноше чудится «провал, пропасть, пустота», с «тёмной ночью души», описанной христианским мистиком Иоанном Креста.

### Равновесие как экология и даосизм
По мнению Слассера, эпос Ле Гуин в своей основе не просто «дохристианский», а «нехристианский», «незападный»: писательница поддерживает идеи натурализма, считает важным равновесие жизни, отказывается от трансцендентальных ценностей. Как полагал Аттебери, Равновесие является метафизической версией экологии, то есть замкнутой системы, состоящей из взаимосвязанных элементов. По оценке Аттебери, в романе научные представления о «природных циклах и взаимосвязях» соединяются с мировоззрениями разных культур, где присутствует экология: дзен-буддизм, связывающий инь и ян, религии коренных американцев с их цикличностью пространства и времени, а также первобытная магия с её восприятием вселенной как одушевлённой и могущественной. Это сочетание, по оценке Аттебери, создает «новый литературный миф или имитацию мифа». Согласно Аттебери, Равновесие (как и любое мировоззрение), которому Гед посвятил всю жизнь, не только обеспечивает картину мира, но и способствует самореализации, даёт чувство удовлетворения. Кроме того, когда герой произносит опаснейшее заклинание, чтобы исцелить мир, он получает нечто большее: речь о «моменте полной самоотверженности», которая сильнее «радости или печали», об «осознании смысла собственной жизни».
Как полагал критик Дэвид Рис, в романе отстаивается идея об экологическом равновесии как условии выживания человека. По его мнению, книга представляет собой «мощный обвинительный вердикт» в отношении состояния норм и нравов современного общества. Ле Гуин резко критикует идею, что человек должен действовать только потому, что может: в мире Земноморья эта возможность ведёт к «бесплодным поискам бессмертия». Как полагал Рис, автор открыто говорит о современной цивилизации, которая отбросила религию и «не оставила места для… мифа, сверхъестественного, неизвестного». В реальном мире следствием возможности действовать стали «тупики загрязнения… ненужные дорогостоящие проекты вроде Конкорда или мусор на Луне от космической экспедиции».
Равновесие рассматривалось как эквивалент философского даосизма, основанного на идеях недеяния или умеренности в поступках; вместе с тем в даосизме недеяние не является пустой бездеятельностью. Гед ответственно относится к своей роли хранителя острова Рок и отправляется на поиски источника проблем потому, что «должен». Верховный Маг следует даосскому пути: хотя герой, кажется, действует (как это видят другие Мастера острова Рок), в путешествии он часто слушает и наблюдает, выжидает момент для действия. Гед спасает Аррена, однако выясняется, что он не всесилен и не влияет на события, а напротив, следует за ними. Как отмечали Бернардо и Мёрфи, движение нарратива определяется знаниями, которые герои приобретают в путешествии (например, в Хорте Гед хочет получить информацию от Харе). Позиция стороннего наблюдателя, почти созерцательная, позволяет Геду избежать воздействия зла и лучше его видеть. В то же время Спивак отмечала, что для человека, который отказался от действия и проповедует созерцательность, Гед слишком активен: он неоднократно совершает подвиги, действует «решительно, смело и изобретательно». Как писали Бернардо и Мёрфи, с точки зрения даосизма утрата Гедом магической силы означает, что он достиг идеального состояния — его возращение на Гонт (как и повторное посещение царства смерти) представляет собой движение вперед, возвращение к истокам. 

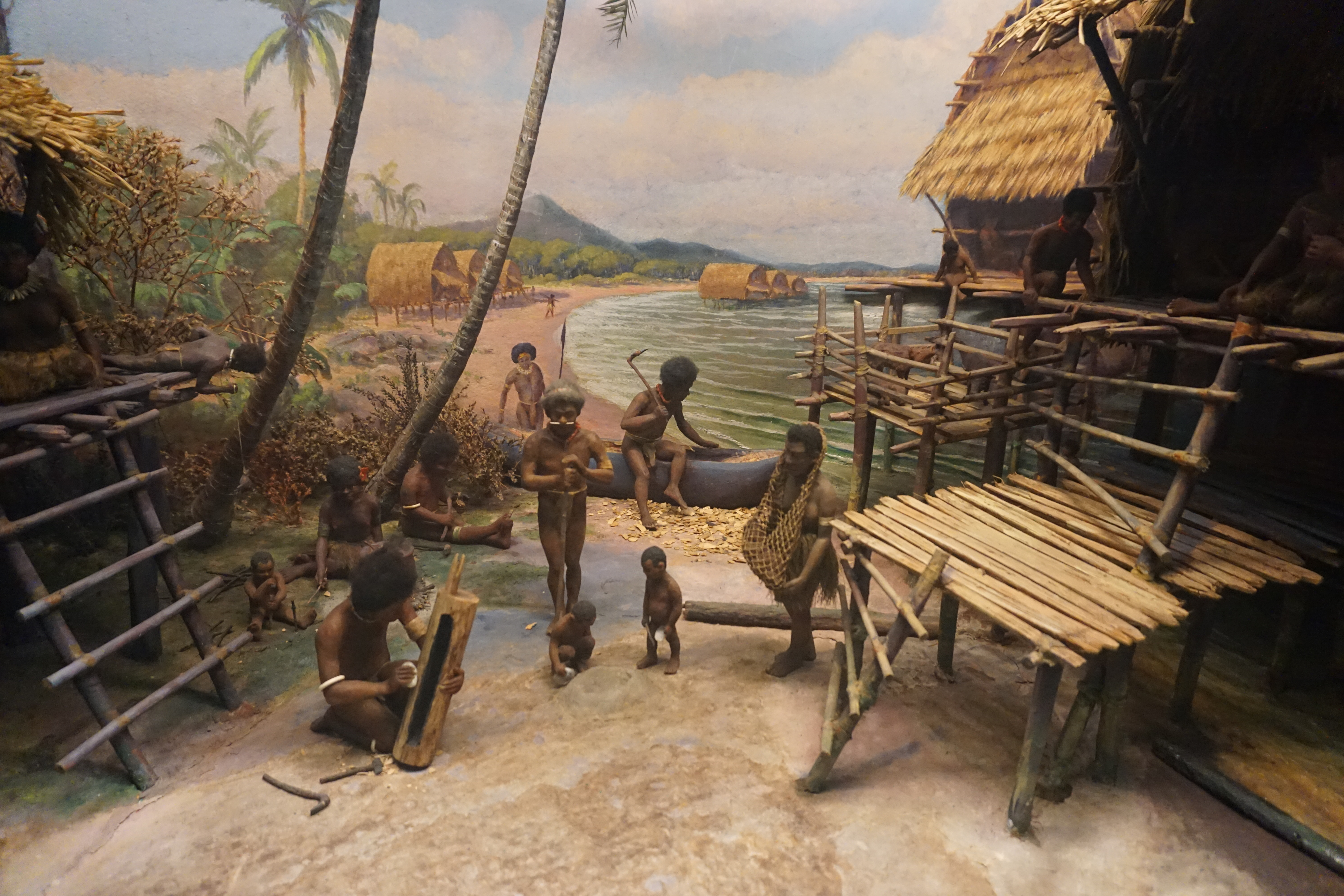
Острова Тробриан. Современная диорама, Общественный музей Милуоки

Литературовед Роберт Гэлбрит, связывая магию Земноморья с целостностью и «равновесием причины и следствия, добра и зла», противопоставлял «фаустовскую» магию Коба «антимагии или „даосской“ магии» Геда. Первая воплощает принуждение и господство над природой; здесь речь о своеволии и безразличии к последствиям своих поступков, о жажде власти и славы, стремлении победить смерть и обрести бессмертие. Вторая имеет когнитивную природу, не основана на манипулировании, служит метафорой открытости и принятия вещей такими, какие они есть. Этот подход соответствует даосской философии недеяния, Как отмечал Гэлбрит, Гед, в отличие от Коба являющийся «даосским» магом, воздерживается от использования власти ради неё самой или ради господства над природой. Верховный Маг отказывается от манипулирования и контроля; он даже не действует исходя из всеобщих ценностей, поскольку собственные желания или желания других всегда ограничены. Такое поведение привело бы к «раздорам, конфликтам, господству, нарушению Равновесия». Как полагал Гэлбрит, Гед следует всеобщему порядку вещей, использует власть для восстановления и исцеления, «признаёт необходимым дополняемость жизни и смерти». Здесь, по мнению Гэлбрита, поступки индивида и внешняя реальность совпадают. Хотя Гед совершает ошибки (как в случае наказания Коба), у него нет злых намерений. Коб, напротив, сознательно творит зло. Как писали Бернардо и Мёрфи, в Кобе есть только жажда бессмертия — «чрезмерное желание» осуждается в даосизме, а отрицание связи между жизнью и смертью противоречит инь и ян. Дети Открытого моря — морские кочевники, которые избегают суши, питаясь рыбой и водорослями, — не затронуты происходящим в том числе потому, что ведут простой образ жизни, противоположный «суетливой деятельности, приобретениям, чрезмерным желаниям». Они могли проплыть мимо «Зоркой», но вождь решил помочь путешественникам. Как отмечали Бернардо и Мёрфи, Дети Открытого моря, тем не менее, сохраняют обособленность, которая защищает их от воздействия зла вплоть до Долгого Танца — празднование зимнего Солнцеворота указывает на связь «плавучего народа» с остальным Земноморьем. По мнению Риса, Дети Открытого моря имеют сходство с таитянами того периода, когда Джеймс Кук впервые посетил их остров.

### Мотивы экзистенциализма
Кроу и Эрлих, рассматривая творчество Ле Гуин в контексте экзистенциализма, отмечали, что выбор имеет приоритет перед поступком. По оценке Кроу и Эрлиха, проблема бытия и действия у писательницы представляет собой парадокс: человек существует и должен создать свою сущность и бытие через поступки, которые, однако, в мире Земноморья могут лишить человека всего человеческого. Поступки связываются с прошлыми поступками: Аррен и Гед являются тем, что они есть, из-за своего прошлого, которое также ограничивает их выбор. Аррен — принц не столько по рождению, сколько потому, что принимает на себя ответственность, обязательства принца и поступает как принц. По мнению Кроу и Эрлиха, наиболее героической является ограниченность в поступках, воздержание от действия, что не устраивает Аррена — он жаждет обратного. Гед, напротив, говорит ему, что людям проще совершать поступки, чем воздержаться от них. 
По словам Кроу и Эрлиха, ограниченность человеческой свободы усиливается описанием царства смерти, где бытие свободно от действия и где умершие существуют в виде имён. Всё, что человек создаёт, попадает в царство смерти, однако создаваемое человеком «индивидуальное бытие… уникально и после смерти не подвержено разрушению, и в этом смысле оно остаётся вне времени и изменений». По выводу исследователей, «всё, что является частью природы, должно оставаться в природе», что позволяет поддерживать экологическое равновесие, баланс с природой. Как отмечали Кроу и Эрлих, слепой Коб не имеет бытия, поскольку (в отличие от Геда) не смог принять небытие. Нет ничего плохого в том, что Коб любит свою жизнь, которую должен потерять, однако Коб не осознаёт, что индивидуальное бытие уникально и неуничтожимо, что оно не исчезает после смерти. Коб, не видя того, что «источники бытия глубже, чем жизнь» (как говорит Гед), искал способ бесконечно продлить своё физическое существование (что возможно только для бытия), но в итоге разрушил то, что хотел сохранить. Кроу и Эрлих отметили параллель фигуры Коба с образом безумного учёного, способного уничтожить мир. В своем «эгоистичном, сциентистском безумии» и страхе потерять жизнь Коб любит только себя и поэтому отождествляет любовь с властью.

### Фэнтези, консерватизм и субверсивная эсхатология

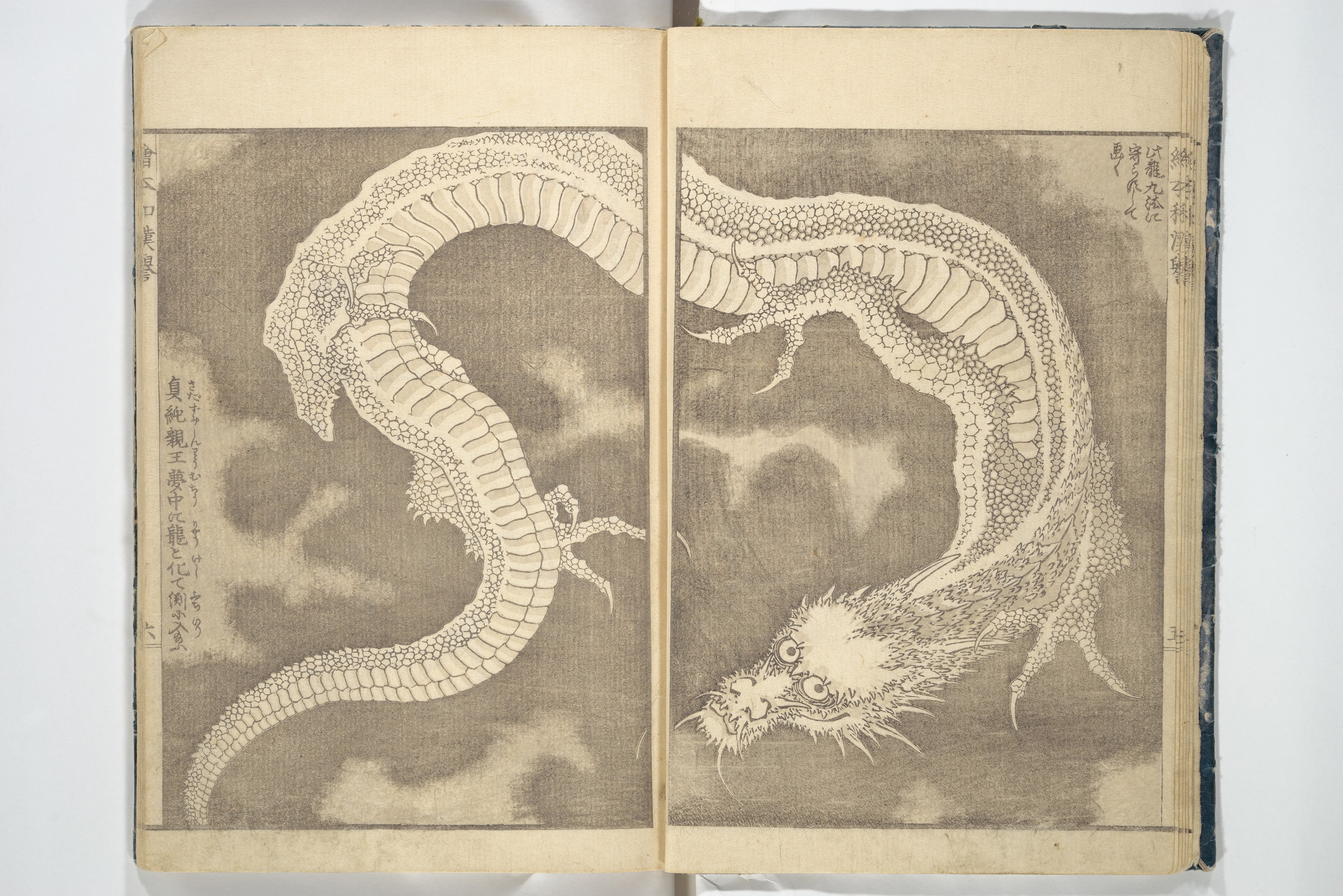
Изображение дракона. Кацусика Хокусай, 1836

Колин Мэнлав проанализировал у Ле Гуин три аспекта консерватизма, свойственного жанру фэнтези: равновесие, умеренность и восхваление текущего положения дел. По оценке Мэнлава, Великое Равновесие, которое нарушает Коб, не статическое, а диалектическое — это «часть изменчивой ткани жизни», на что указывают слова Геда: только смертные несут в себе жизнь, лишь «в смерти — залог возрождения»; Великое Равновесие представляет собой не застой, а «вечное движение, вечное становление нового». По оценке Мэнлава, Равновесие проявляется и на формальном уровне текста, и в содержании. Так, в структуре романа (и трилогии в целом) имеет значение число девять, которое обычно связывается с завершённостью: Гед посещает в общей сложности девять мест, начиная с острова Рок; город Хорт, острова Лорбанери, Обеголь, Уэллоджи, плавучий город на плотах, Западный предел, Драконьи бега и Селидор. Его маршрут, который начинается на острове Рок и пролегает на юго-восток, затем — на юго-запад, а после этого — к северу, представляет собой «перевернутую девятку», то есть цифру шесть. Девять звёзд включает и заметное в Западном пределе созвездие (Руна Конца), во главе со звездой Гобардон. Путешествие в романе уравновешивает путешествие Геда в первой части трилогии; перевернутая девятка отражает утрату Гедом магической силы и его превращение в обычного человека. Мэнлав отметил консервативную этику фэнтези, которая выражается в сохранении статус-кво (в том числе и с помощью магии), идею того, что вещи должны оставаться такими, какими они есть и всегда были, а также «выражать своё подлинное бытие». Роман посвящён утрате идентичности, смысла и ясности в Земноморье по вине Коба, который ошибочно восставал против смерти, и их последующему восстановлению, когда Коб признает своё настоящее «Я» и принимает смерть от Геда. Восстановление Равновесия возвращает бытие и жизнь в мир Земноморья. Согласно Мэнлаву, магия отличается умеренностью и ограниченностью: для победы над Кобом требуется «глубокая любовь к миру и героическое самопожертвование», а также помощь Аррена. 
Дэвид Рис отмечал консервативное представление об элитизме: Гед и Аррен обладают большими способностями и получают специальное образование, недоступное для большинства. Согласно Рису, писательница полагает, что взрослым есть что предложить детям, включая мудрость и смирение, а также жизненную цель и нормы — этот подход по большей части расходится с современной детской литературой. По мнению Риса, в романе взросление состоит не в признании внутреннего зла («Волшебник Земноморья»), а в обучении у старших, в «слепом преклонении перед харизматичным героем, что легко оборачивается сомнениями и страхом». Тем не менее развитие отношений и совместные испытания могут превратить обожание во «взаимное доверие, уважение и привязанность». 
Религиовед Мара Дональдсон, рассматривая роман вместе с четвёртой книгой цикла, «Техану», в контексте современного женского фэнтези — «литературы субверсии», находила в двух произведениях библейские эсхатологические темы. Две формы эсхатологии в литературе, пророческая и апокалиптическая, включают в себя социальную критику статус-кво и две версии теологии надежды. «Субверсию» Дональдсон трактовала как «религиозное» измерение, свойственное фэнтези, возможность радикально изменять ожидания от мира (религия как «прерывание» по Иоганну Мецу). Дональдсон полагала, что роман, как и «Техану», посвящён концу одного времени и началу другого. Книга, продолжающая темы «Волшебника», скорее относится к пророческой традиции и является образцом «мирской эсхатологии». По её мнению, субверсию в романе символизирует Аррен, который должен выучить урок о равновесии жизни и смерти, побороть «неестественную» жажду бессмертия, нарушающего равновесие, и тем самым устранить причину несправедливости — смерть «прерывает» жизнь и придаёт ей религиозный смысл. Аррен представляет «парадигму надежды» как «восстановления славного прошлого, исполнения пророческого обещания».

### Обмен и дар. Язык
Критик Уолтер Сениор считал, что обмен дарами, значимыми для установления взаимных связей практически во всех культурах, составляет основу Равновесия и онтологии Земноморья. В романе дары совершаются от чистого сердца и не рассматриваются как собственность; дары смещаются с уровня индивида к области социального. Социальные и политические отношения между Мастерами острова Рок и правителями Архипелага определяются «высшим даром» — верностью, «велением сердца», а не принуждением. Верность обеспечивает закон и порядок в Земноморье. При первой встрече Аррен предлагает Геду клятву верности; дары связывают юношу с родителями, несмотря на расстояние, как меч, подаренный отцом, или серебряная брошь, которую принц покупает в подарок матери перед отплытием с острова Рок. По словам Сениора, поскольку Аррен признаёт ограниченность своих способностей, для дарения и верности у него остаётся только он сам, со своими страхами и сомнениями (здесь дар перестаёт быть собственностью). Как отмечал Сениор, деятельность Коба, подобно чуме, опустошает Земноморье, поскольку является односторонней сделкой и мешает взаимному обмену. Обладающие могуществом «продают» Кобу свою силу (как Харе), однако лишь теряют себя и радость жизни, ничего не получая взамен. Когда Гед называет познание смерти «великим даром», который позволяет понять «собственную суть», дар полностью отделяется от собственности и становится необходимой частью законов мироздания. Гед, чтобы восстановить Равновесие, соединяет «магию, взаимность и дар» — здесь сила его могущественного дара, с которым он расстаётся «по велению сердца», соответствует «моральному спросу» со стороны целого мира.
Литературоведы Лаура Комолетти и Майкл Драут, рассматривая магию в цикле о Земноморье с точки зрения связи означающего и означаемого, отмечали, что Истинная Речь явно «антисоссюровская», поскольку эта связь не произвольна, а имеет прочную основу в материальном мире. По мнению исследователей, в романе показано, как связь означающего с означаемым распадается и становится произвольной (как в обычном языке), когда магия уходит из мира, а люди забывают слова Истинной Речи. Нарушение «языкового равновесия» приводит к глобальным последствиям для физики и метафизики этого мира, а также для общества: социальный хаос делает Земноморье унылым подобием современного мира. Исследователи отмечали проблемы с коммуникацией и согласием, приводя в качестве примера эпизод, когда Гед и Аррен по-разному воспринимают звук из морской пещеры (ахм или охб). Как полагали Комолетти и Драут, мир Земноморья, приходящий в упадок, иллюстрирует схему Деррида — «самореферентную структуру», «нескончаемый пустой круг», в котором «означающие отсылают только к другим означающим», а не к реальному миру. 
Как отмечали Комолетти и Драут, обещание Коба о бессмертии при условии отказа от подлинного имени ложное, поскольку люди не обретают вечную жизнь, а превращаются в означающие без означаемых, отсылающие к другим означающим. По оценке исследователей, имена и образы мёртвых лишь указывают на «отсутствующее означаемое, которое больше не имеет связи с означающим». Равновесие и порядок в Земноморье восстанавливаются благодаря тому, что Геду удаётся «вернуть означающие их означаемым».

### Управление, этика власти и теория второго лучшего
Правовед Майкл Уинкоп проанализировал концепцию управления Земноморья и связанную этику власти, согласно которой бо́льшая власть накладывает бо́льшие ограничения. Уинкоп сближал понимание Гедом Равновесия с микроэкономической теорией второго лучшего, постулирующей, что коррекция одного рынка с несовершенной конкуренцией может породить другой такой рынок или ухудшить на нём ситуацию. С экономической точки зрения открытие Кобом двери между мирами и бессмертие уменьшают ценность жизни — это парадокс ограниченности ресурсов, поскольку стоимость вещи определяется её редкостью и исчезает, если проблема решается. Если Коб теряет себя, пытаясь себя спасти, то Аррен отказывается от бессмертия, при котором возрождаются мёртвыми. Уинкоп проанализировал эпизод, когда Гед спас юношу от пиратов, но ограничился освобождением рабов от цепей: на вопрос Аррена, почему Верховный Маг не связал людей Эгре, Гед отвечает, что следует воздерживаться от поступков и делать «только то, что ты должен сделать», что нельзя «сделать никак иначе». По оценке Уинкопа, Гед пропагандирует идеи пассивности и ограниченности власти, поскольку поступки облечённых ею влекут непредвиденные последствия, а предпочтение одних людям другим сомнительно с моральной точки зрения, как и лишение других права выбора. Возможность зла в будущем не оправдывает злоупотребление властью и навязывание своей воли другим, даже теми, кто обладает обострённым чувством справедливости и должным могуществом. 
Уинкоп полагал, что в романе Гед (в отличие от «Гробниц»), закрывая разрыв между мирами, понимает эффективность по Парето, но не следует ей. Герой осознаёт возможность масштабных и непредсказуемых последствий, которые связаны с действиями в условиях частичного равновесия (эти проблемы рассматриваются в теории второго лучшего), а также моральные дилеммы такого выбора; он признаёт, что ответственен за брешь в мире, поскольку совершил аморальный поступок. Гед действует как должно, исходя из моральной ответственности (а не из общего блага), которая следует из глубокого понимания мира — по оценке Уинкопа, этот позитивистский подход подкрепляется «онтологией магии», поскольку имена ограничивают стремление к власти и ко злу. Обладающие властью должны поступать ответственно — быть хорошим или творить добро менее важно; Уинкоп отмечал кантианские идеи, приоритет целей над средствами. Как писал Уинкоп, героическим является не стремление к общему благу, а воздержание от героических порывов, несмотря на искушение (чего Гед не сделал, когда наказал Коба). Как полагал Уинкоп, концепция королевской власти в Земноморье, которую излагает Гед в беседах с Арреном, соответствует федеративному устройству (например, в США): власть федерального правительства ограничена функцией «морального руководства и ночного сторожа» с минимальным вмешательством; Гед объясняет хаос отсутствием морального руководства, когда люди больше не ценят «гражданскую добродетель». По выводу исследователя, король не борется со злом, а стремится не допустить зло из-за большой власти.

### Мужская власть и гендерные стереотипы
По мнению литературоведа Лена Хэтфилда, роман показывает «патриархальный мир „старого“ Земноморья» и возможности «использования и злоупотребления властью внутри культурной системы мужского господства»; рассматривается «динамика властных отношений между взрослыми и детьми» на примере отношений Геда и Аррена. Как отмечал Хэтфилд, социальные структуры и традиции Земноморья акцентируют то, как дети должны взаимодействовать со взрослыми, обладающими властью и авторитетом: когда конфликт между ними разрешается позитивно, взросление приводит к «мудрости, власти и… свободе». В обратном случае достигается краткосрочный выигрыш, но всё заканчивается неизбежным наложением ограничений. По мнению Хэтфилда, идеальный господин в этой системе «воплощает лучшие аспекты мужского господства», в том числе способность взрослого воспринимать и присваивать детские желания и побуждения. Гед сохраняет в себе ребёнка и добивается впечатляющего результата, когда в качестве ориентира ему служит невинный ребёнок — принц Аррен. 
Моральные и космические дилеммы в романе (как и в «Волшебнике») ставятся в значительной мере в терминах иерархии магической системы, которая сдерживает хаос и которая управляется взрослыми. Коб, имеющий природные таланты, вступает в конфликт с системой и проигрывает; он ставит под сомнение общепринятые ценности и угрожает существованию мира (установленные границы которого, в свою очередь, определяются иерархией волшебников) — Коб ведёт себя как ребёнок, который сомневается в авторитете взрослых и пытается сразу получить желаемое; Хэтфилд отмечал традиционные черты инфантилизма: «эгоизм, недальновидность и нетерпение». Коб думает только о себе и не желает понять, что «подлинная власть должна быть ограниченной; жизнь уравновешивается смертью». Коб постоянно повышает ставки, пока его не заставляют принять свою ограниченность и умереть. Кульминация противостояния Коба и Геда выглядит как отношения между ребёнком и взрослым. Коб разоблачён, лишён силы и напуган, он не может ни контролировать то, что сотворил, ни сбежать от этого. Гед, по-отечески исправляя проступки ребенка, «настойчиво, но мягко» заставляет Коба, который так и не повзрослел, осознать свои ошибки, и показывает, что «единственно возможная вечная жизнь в Земноморье — это нескончаемая жизнь системы».
Литературовед Перри Нодельман, отмечая, что персонажи книг о Земноморье колеблются между психическими сущностями (в русле концепции Юнга) и реальными людьми, писал, что Аррену предназначено стать королем, однако он, в отличие от Геда в «Волшебнике», сначала отказывается от своей роли и мужской власти. Если Гед противостоит Тени, используя посох (фаллический символ власти), то Аррен не хочет носить меч (аналогичный символ), который ему иногда заменяет нож. Как полагал Нодельман, по сравнению с агрессивной мужской властью Геда мужская власть Аррена связана с порядком и необходимостью её надлежащего использования — Гед учит Аррена воздерживаться от действия, уметь «не принимать, а давать». По словам критика, в ходе обучения Аррен должен принять свою судьбу, принять сдержанность и ограниченность в поступках, а также довериться словам Геда — последнее является самым важным, это главный вопрос для Аррена на протяжении романа. 
Нодельман отмечал парадокс: Аррен может стать могущественным королём-мужчиной, если будет вести себя как женщина — пассивно. Только так он может преуспеть (как Белоснежка или Спящая красавица) — в кульминационном эпизоде романа Аррен лишь наблюдает за борьбой Геда. Юноша «больше смахивает на девку» и имеет ряд женских черт; он попадает в беду подобно обычным женским персонажам (рабство у жестокого злодея). В начале романа, когда юноша сразу чувствует любовь к Геду, эмоции Аррена повторяют эмоции Тенар в конце «Гробниц»; как и Тенар, юноша в определённый момент принимает взгляд Геда на мир и смотрит на мир его глазами. Как полагал Нодельман, речь не о страхе перед гомосексуальностью и вообще о сексуальности: отношения Аррена с Гедом являются гомосоциальными, и Аррен, в соответствии со юнгианской схемой индивидуации, «достигает более высокого и более духовного уровня существования» — в большей степени асексуальности, чем андрогинности. По выводу Нодельмана, писательница, создавая универсальные архетипы, неосознанно воспроизводит культурные установки о гендере и маскулинности, в рамках которых мужская власть отрицает специфику своего гендера и претендует тем самым на «универсальность и всеобщее господство» .

## Особенности нарратива и стиля
По оценке Хэтфилда, «социальные и культурные модели власти» не только изображаются, но и раскрываются с помощью риторических структур, нарративных приёмов, характерных для цикла о Земноморье: смещение точки зрения с миметического к диегетическому уровню . В романе «миметическая конструкция мира» подвергается испытанию: Земноморье начинает напоминать наш мир, «суровое и мрачное» место. Как отмечал Хэтфилд, смещение точки зрения нарратора, который во всех книгах о Земноморье является «ограниченно всеведующим», «усиливает» миметическую инстанцию: рассказчик принимает точку зрения протагониста, диегетический и миметический уровни соединяются. Сначала показывается точка зрения Аррена, а затем нарратор практически делает её своей, когда герой возмущён и раздражён тем, что Гед не пользуется магией. Так же незаметно принимается циничная и ошибочная оценка — Аррену кажется, что Земноморье умирает. Читатель «идентифицирует» себя с героем, который «постоянно сомневается в реальных силах и мотивах» Верховного Мага — этот приём создаёт амбивалентность и возможность выбора для читателя, позволяет увидеть две точки зрения сразу, два «соперничающих притязания на власть». 
Если на диегетическом уровне Аррен «попросту всё больше подпадает под чары Коба», то на миметическом уровне его сомнения выглядят убедительными; точка зрения Аррена-ребёнка почти становится диегетической инстанцией — «ткань повествования начинает распадаться», мир Земноморья теряет правдоподобие и оказывается не более чем «милой детской историей». Тем не менее диегетический уровень мешает принять такую позицию и снижает доверие к ней — общая картина и общий пафос, факт включённости романа в цикл, то, что известно про Геда из предыдущих книг, не допускают возможность распада и оказывают положительное эмоциональное воздействие на читателя. Как отмечал Хэтфилд, большинство читателей радуются, когда Гед закрывает дверь между «ничто (убогим внешним миром) и вымышленным (детским) миром драконов и магии», поскольку рассказчик придаёт миметической точке зрения ребёнка черты диегетической инстанции: читатель вместе с Арреном узнаёт, что якобы «взрослый» взгляд на мир оказался «детскими заблуждениями». Хэтфилд высоко оценивал мастерство Ле Гуин, отмечая неопределённость того, обманывает ли себя Гед или нет; «переключение» между уровнями повествования и сопутствующая «ситуативная ирония» позволяют читателю ставить себя на место героев в отношениях со взрослыми и служат дидактическим задачам. 
Николс считал стиль в романе близким к идеальному, отмечая «зачастую красивые, хотя иногда загадочные метафоры». Так, метафора о танце «на краю пропасти над страшной бездной» сначала кажется абстрактным образом, но раскрывается спустя пару страниц, когда показывается Долгий Танец на плотах в открытом океане. Критик обращал внимание на некоторый избыток прилагательных (например, strange или terrible), которые можно было бы опустить или подвергнуть корректуре. По мнению Николса, стиль не всегда выдержанный, однако роман на всём протяжении остаётся увлекательным благодаря «удивительной свежести и непосредственности взгляда». И Толкин, и Ле Гуин прибегают к архаизации, используя соответствующий ритм и порядок слов, что, по мнению критика, в романе иногда выглядит чрезмерным («спокойны были их лица», «в затенённых их глазах не светилась надежда»), но всё же не до такой степени, как у Толкина.

## Создание, публикации и адаптации
Роман вырос из раннего рассказа «Слово освобождения», опубликованного в 1964 году в pulp-журнале Fantastic Stories of Imagination и посвящённого борьбе между добрым и злым волшебником; первый должен освободить себя и свою страну от власти второго. Другим источником стал ранний неопубликованный фрагмент, где фигурировал народ, живущий на плотах. Первоначально роман должен был называться «Farthest West». Книга вышла одновременно с другим романом писательницы, «Слово для леса и мира одно», в 1972 году в издательстве Atheneum (Нью-Йорк). Два месяца спустя последовало переиздание (Junior Literary Guild) в новом переплёте, а затем — английские публикации (Gollancz, 1973; Puffin, 1974; Heinemann, 1975) и американское издание Bantam (1975). Для британского издания (Gollancz) Ле Гуин сократила три больших фрагмента, в первую очередь в главе «Орм Эмбар», поскольку ей сказали, что Гед слишком много говорит.
В 1973 году роман был удостоен Национальной книжной премии в категории «Детская литература». Как отмечала литературовед Донна Уайт, несмотря на престижное название, премия в данной категории так и не стала высшей наградой, каковой она задумывалась при её создании в 1969 году. В 1973 году имели место споры по поводу некоторых категорий, однако роман Ле Гуин три члена жюри выбрали единогласно. Роман неоднократно переиздавался в Великобритании и США. Книга переводилась в том числе на голландский (1974, 2015), японский (1977), немецкий (1979, 2018), французский (1980, 2007), португальский (1981, 2023), испанский (1988), сербский (1988), итальянский (1989), русский (1991), литовский (2002), чешский (2005), украинский (2005), китайский (2013), эстонский (2015) языки. По данным сайта «Лаборатория Фантастики», насчитывается около 20 изданий романа на русском языке; существует четыре перевода, из которых чаще всего публиковалась версия И. Тогоевой (15 изданий).
В фэнтезийном цикле Стивена Дональдсона «Хроники Томаса Ковенанта», в ряде аспектов вдохновлённого трилогией о Земноморье, появляется персонаж Хайл Трой — его явным предшественником является Коб. В 2006 году Studio Ghibli был снят полнометражный анимационный фильм режиссёра Горо Миядзаки «Сказания Земноморья», соединивший разные элементы из романов о Земноморье с другими фантастическими темами. Ле Гуин отнеслась к экранизации благожелательно, хотя, по её мнению, акцент на насилии противоречил духу книг. По мнению литературоведа Джона Плотца, несмотря на ряд недостатков в нарративной структуре, создателям фильма удалось перенести прозу и миропостроение Ле Гуин на экран.
В 2019 году трилогия о Земноморье вошла в список ста самых влиятельных англоязычных романов по версии BBC.

## Рецензии
В ряде рецензий, последовавших за публикацией, рассматривалась и вся трилогия. Критики в целом положительно оценили книгу, включая рецензентов из фэнзинов; были отмечены обращение к мифологической модели (в особенности путешествие в духе Гомера), тема инициации и близость книги к заключительной части «Беовульфа». Рецензенты положительно оценили правдоподобие мира и отсутствие политической или религиозной направленности; иногда книгу считали менее удачной, чем первые две, из-за неровного развития сюжета и чрезмерной абстрактности. Шерил Эндрюс (The Horn Book) похвалила стиль и реальность Земноморья, раскритиковав дисбаланс между содержанием и формой: по её мнению, сюжет и персонажи не соответствуют силе созданного мифа. Критик поместила роман в традицию Лорда Дансени («На краю света») и Говарда Лавкрафта («Сомнамбулический поиск неведомого Кадата»). Анонимный рецензент Kirkus Reviews, отмечая, что роман создаёт ощущение цельности трёх книг, выделил тему «неуёмной жажды жизни» и её негативных последствий. В отличие от предыдущих частей, в нарративе книги нет «явной напряжённости», однако его с ними объединяет высокий уровень рассмотрения тем, которые встроены в сюжет.
Элизабет Хейнс (Library Journal) и Сада Фрец (Washington Post) посчитали роман несколько менее удачным, чем два других; последняя характеризовала роман как перегруженный, поскольку «абстрактные темы не вырастают из фэнтезийного мира „естественным образом“». Жан Сансум (Vancouver Sun) отметил правдоподобие мира и законы магии, а также героев, которые делают ошибки. Брайан Элдерсон (The Times) положительно оценил роман, отметив удачное обращение писательницы к темам романтизма, запоминающиеся эпизоды, «насыщенный, иератический ритм её прозы»; к недостаткам критик отнёс скачкообразное развитие сюжета, включающего маловажные события. Элизабет Кулидж (Boston Sunday Globe), комментируя присуждение Национальной книжной премии, отметила высокое качество книги и похвалила обращение автора к скандинавской или кельтской мифологии, «стилизованной прозе», актуальным вопросам экологии и смерти. 
Эдвард Блишен (The Guardian) и Наоми Льюис (The Observer, также стала автором рецензии для The Times Literary Supplement) видели актуальность книги в описании человеческой алчности, связанной с неправильным использованием знаний; Блишен отметил стиль романа. По мнению Льюис, «блестящая книга» является путешествием в духе Гомера; критик отметила череду «великолепных эпизодов», включая кульминацию с колдуном, воскресшим из мёртвых, — этот образ отличается от традиционного изображения зла в нечеловеческом обличье. Несмотря на приключенческий сюжет, напряжение в книгу привносит то, что «состязания на самом деле происходят в области воли и разума». Льюис полагала, что писательница, в отличие от таких авторов, как Чарльз Кингсли, Джордж Макдональд, Редьярд Киплинг и Клайв Льюис, воздерживается от демонстрации политической или теологической позиции. Пегги Хикс (Times Educational Supplement), высоко оценивая «силу и смысл» романа, полагала, что в нём наиболее явно в трилогии выражены убеждения автора. Ширли Тулсон (New Statesman) трактовала роман как «социополитический миф» и посчитала, что без украшательств в виде «запутанной и метафизической картографии», кучи имён и стиля книга превратилась бы в «весьма заурядную притчу».

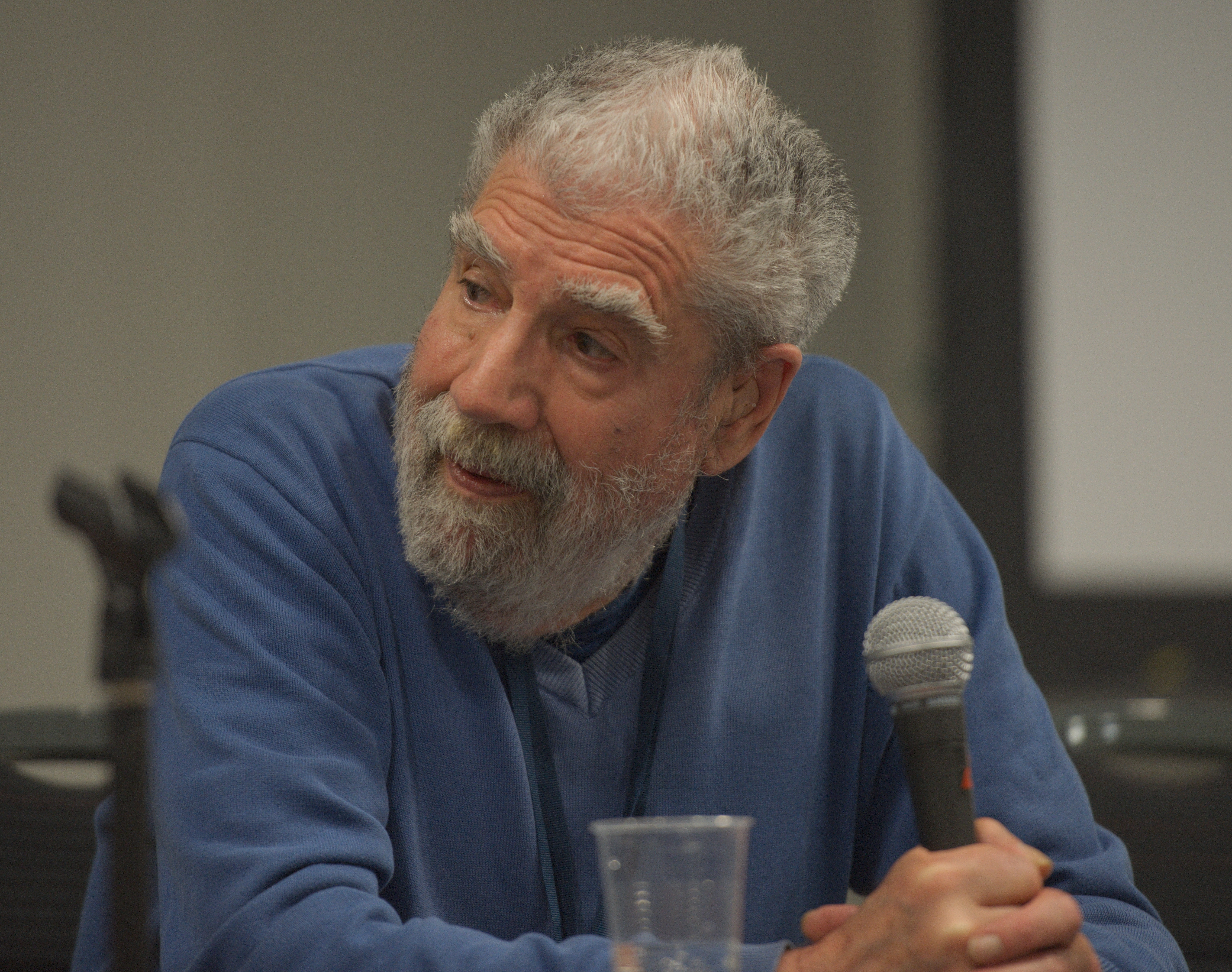
Питер Николс (2014)

По мнению Кристин Андерсон (фэнзин Luna Monthly), многослойный сюжет-одиссея включает аллегорию, а созданные вселенная и населяющие её герои устроены так же сложно, как реальный мир и настоящие люди. Джессика Кембалл-Кук (фэнзин Fantasy Worlds), похвалив язык и атмосферу, отметила, что «элегическая история» имеет сходство с заключительной частью «Беовульфа». Карен Раппапорт (фэнзин Science Fiction Review Monthly) посчитала роман неудачей из-за медленного развития сюжета, в котором мало что происходит, «псевдофилософских» дискуссий и отсутствия значимых женских персонажей. Сай Шовин (фэнзин Amazing Science Fiction) назвал книгу лучшим фантастическим романом 1972 года, отметив детальное описание обстановки, выразительный стиль и мастерски созданные характеры. Лестер дель Рей (фэнзин Worlds of If) высоко оценил «богатство идей, красок и фантазии», а также блестящее писательское мастерство, которое обычно встречается только в научной фантастике. В рецензии Питера Николса (журнал научной фантастики Foundation) анализировались язык романа, образы и авторская метафизика; Николс отдал Ле Гуин предпочтение перед Толкином. По мнению критика, роман является логичной и «неизбежной кульминацией» всей трилогии, её основной темы, связанной с «постоянным осознанием смерти и боли». Николс считал, что проблематика книги не нова, однако является таковой для многих читателей-детей и выходит за рамки детской литературы.

## Комментарии
1. ↑  Имена, названия и цитаты приводятся по русскому изданию 1992 года (перевод И. Тогоевой).
2. ↑  Перед прибытием на остров Аррен видит сон про шёлковые поля Лорбанери[21], который сменяется кошмаром про «разваливающийся, старый дом», где «сухо» и где всё заполнено пылью и старой паутиной, которая «забила рот и ноздри». Юноша с ужасом понимает, что это Большой Дом Школы Волшебников[22][23].
3. ↑  Акарен признаётся, что «все слова, все имена… как тоненькие паутинки, выползли через мои глаза и рот», чтобы затем исчезнуть в прорехе в ткани мироздания[22][25].
4. ↑  Серый Маг с острова Пальн когда-то первым вызвал души умерших[36].
5. ↑  «Ибо увидел он мать и дитя, умерших одновременно; они оказались в Тёмной Стране вместе, но дитя не резвилось и не кричало, а мать не прижимала малыша к себе и даже не смотрела в его сторону. А те, что умерли из-за любви друг к другу, здесь, встречаясь на улице, проходили мимо, даже не повернув головы»[49][50][51].
6. ↑  «Неподвижно застыл гончарный круг, молчал ткацкий станок, холодна была печь хлебопека»[53][49].
7. ↑  По словам Геда, «все, кто умирают… возрождаются, и нет у жизни конца и никогда не будет…»[62][65]. Так, Эррет-Акбе стал «землёй и солнечным светом, листьями деревьев и полётом орла»[53].
8. ↑  Гед говорит, что «лишь в тишине можно услышать слово. Лишь в полной тьме — увидеть звезды. И великий танец всегда танцуют на краю пропасти над страшной бездной»[27][107][108].
9. ↑  Кроу и Эрлих выделяли три устойчивые схемы в романах трилогии: движение от социального хаоса к порядку, процесс индивидуации в терминах Юнга и диалектическое равновесие[112]. Первая схема менее явная, поскольку философия Ле Гуин подразумевает примат индивида над социальным. Юнгианская схема определяется «темой человеческого развития» и выражается в процессе индивидуации[113].
10. ↑  Обретение истины в конце путешествия, мудрец является волшебником, сильный человек — королём и т. д.[173]
11. ↑  Аналогично эльфам и оркам у Толкина, тёмному карнавалу у Брэдбери, где искренний смех побеждает извращённые развлечения и т. д.[173]
12. ↑  «Чтобы свет свечи казался ярким, нужно, чтобы вокруг было темно».
13. ↑  Перевод цитат В. Б. Микушевича.
14. ↑  Как это делалось в первых двух книгах: противостояние силам тьмы связывалось с тем, что в сухое и  бесплодное место приносилась вода[206].
15. ↑  По выражению Лассетера, «ползучая серость» превращает жизнь в «суп из фасоли с плавающими в нём туфлями» («Дневник Розы»)[226].
16. ↑  Это понятие, возникшее в рамках науки, в целом расходится с западной философской традицией с её идеями исторического прогресса, предопределения судьбы, безграничного Бога и антропоцентризма[233].
17. ↑  Исследователи отмечали, что писательница в целом принимает тезис Сартра об отсутствии Бога и о том, что люди обречены делать выбор[242].
18. ↑  По выражению Кроу и Эрлиха, «формирование предшествует форме, существование предшествует сущности, действие создаёт бытие»[244]. Человек свободен только в своём выборе, в возможности утратить свободу: когда он действует, он уже не свободен, поэтому, по выводу исследователей, «свобода возможна только в бытии, а не в действии»[245]
19. ↑  Первая представляет «мирскую» эсхатологию (характерную для иудаизма), нацеленную на разоблачение существующего порядка и обещающую иное будущее, «восстановление, избавление или утешение»; во второй разновидности, с «потусторонней» эсхатологией (иудаизм и христианство), подчёркивается неизбежный конец существующего порядка, «радикально альтернативное будущее для обездоленных». Второй вид эсхатологии Дональдсон обнаруживала в «Техану»[258].
20. ↑  Иерархическая система, выстроенная в соответствии с силой и знаниями, имеет два источника, исторический — традицию и дисциплину, и сверхъестественный — Истинную Речь. Эти иерархии напоминают «монархические правительства, гильдии и ордена священников или учёных». Как отмечал Хэтфилд, в романе Гед часто демонстрирует, что в обязанности Верховного Мага входит защита и исцеление слабых — подобно средневековой Европе, структуры власти подразумевают ответственность вышестоящих[283].
21. ↑  В соответствии с концепцией Жерара Женетта, который разделял в нарративе миметический и диегетический уровни: миметическая инстанция представлена внутри художественного мира, тогда как диегетическая относится к миру, который шире художественного (нарратор, а также стиль, устройство текста, связи с другими текстами и наконец его место в «реальном» мире)[294].
22. ↑  В переводе Тогоевой, соответственно, «диковинный» и «страшная [бездна]».
23. ↑  Категория была упразднена в 1983 году и восстановлена в 1996 году[308].